# Grace Hudson

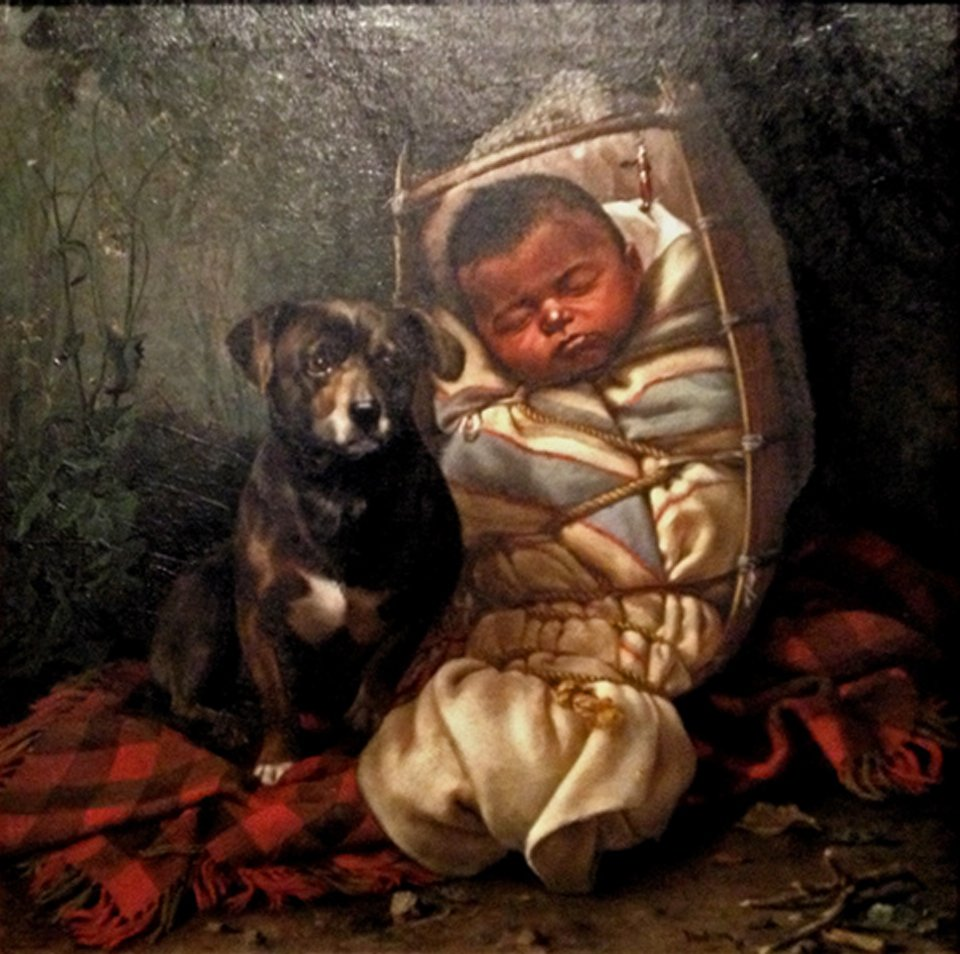
National Thorn, pintado en 1891, alcanzó gran popularidad y dio lugar a muchas solicitudes de obras similares.

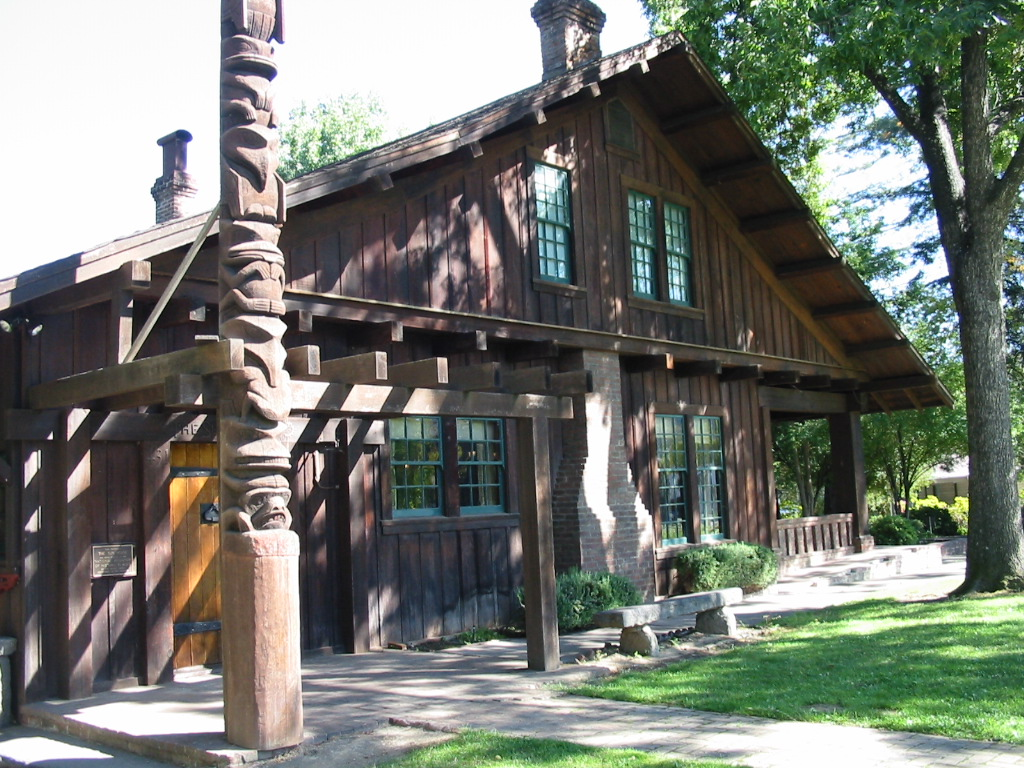
The Sun House contaba con un gran estudio de pintura para Grace y un pequeño estudio de lectura para John, así como viviendas modestas para ambos.

Grace Carpenter Hudson (Potter Valley, 21 de febrero de 1865 – Condado de Mendocino, 23 de marzo de 1937)  fue una pintora estadounidense reconocida en todo el país por sus retratos de personas de la comunidad indígena de Pomo, California.  A lo largo de su vida, creó una serie de más de 684 pinturas numeradas que muestran a miembros de este grupo. Comenzó esta serie poco después de casarse en 1891 y realizó su última obra de la colección en 1935.

## Biografía
Grace Carpenter nació el 21 de febrero de 1865 en Potter Valley, California. Su madre, Helen McCowen, fue una de las primeras maestras de escuela blancas en educar a los niños Pomo y fue una fotógrafa comercial de retratos en Ukiah, California. Su padre, Aurelius Ormando Carpenter, era un hábil fotógrafo de paisajes, a través de los cuales describió las primeras empresas fronterizas del condado de Mendocino, como la tala, el transporte marítimo y el ferrocarril. Su abuela paterna fue Clarina IH Nichols. 
Cuando tenía catorce años, Grace fue enviada a estudiar a la recién inaugurada Escuela de Diseño de San Francisco, una institución de arte que promovía la observación directa de la naturaleza en lugar de copiar otras obras. A los dieciséis años, pintó un autorretrato de cuerpo entero y tamaño natural, usando crayón, que recibió un premio. 
Durante su estancia en San Francisco, conoció a William Davis, un hombre quince años mayor que ella. Se fugaron y se casaron, lo que interrumpió sus estudios artísticos. Sin embargo, el matrimonio duró solo un año.
De 1885 a 1890, vivió con sus padres en Ukiah, dedicándose a la pintura, a la enseñanza y a realizar ilustraciones para revistas como Cosmopolitan y Overland Monthly. Su trabajo en ese momento no tenía un enfoque particular e incluía género, paisajes, retratos y bodegones en todos los medios. Más adelante en su carrera, continuaría aceptando asignaciones ocasionales de ilustración de revistas, incluidas las de Sunset. 
En 1890, se casó con John Wilz Napier Hudson (1857–1936) que había venido a California desde Nashville, Tennessee en 1889 para servir como médico para el ferrocarril de San Francisco y el Pacífico Norte. Los recién casados compartieron un gran interés en preservar y registrar la cultura indígena americana. 

## Trayectoria profesional

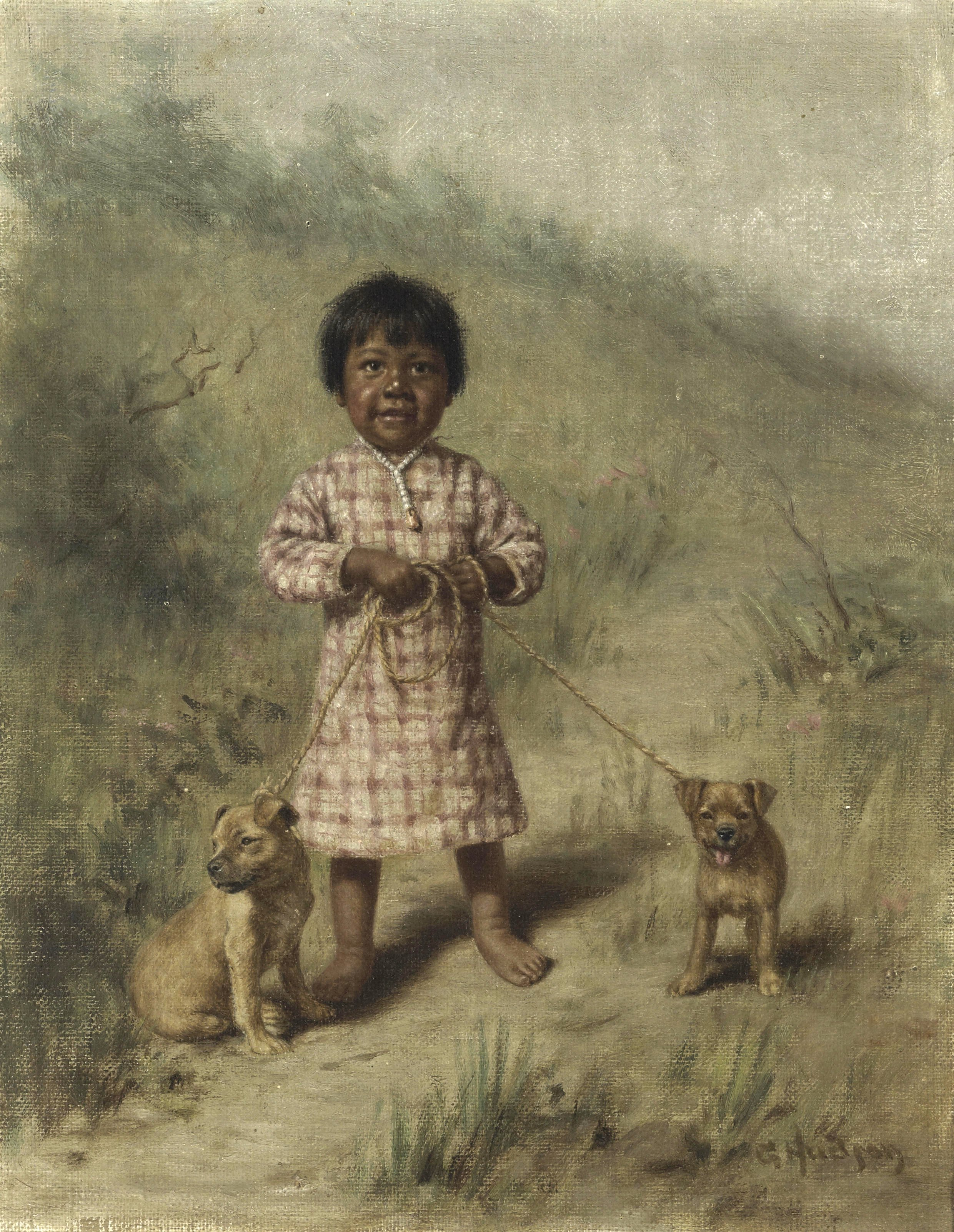
Greenie with two yellow puppies, 1896

Grace pintó "Nacional Thorn" en 1891, un cuadro que fue seleccionado para ser mostrado en la exposición de Asociación de Arte de Minneapolis donde cosechó mucha popularidad. Su pintura "Little Mendocino" (retrato de niño) fue exhibido en 1893 en el California State Building en el Chicago World's Fair. La pintura recibió mucha atención y obtuvo una mención de honor. En 1894, "Little Mendocino" formó parte de las obras del Midwinter Fair de San Francisco, recibiendo más comisiones que ninguno de los trabajos expuestos de carácter similar.
Hacia 1895, el éxito de Grace como artista popular permitió a la pareja contar con dinero más que suficiente para vivir de forma cómoda. John Hudson abandonó su práctica médica para estudiar a la gente de Pomo y continuar sus investigaciones en arqueología y etnografía. Su colección de cestas de indios de California y otros artefactos nativos americanos se pueden encontrar en el Instituto Smithsoniano, el Museo Field de Historia Natural en Chicago, el Museo Brooklyn y el Museo Grace Hudson en Ukiah, cuya colección de investigación se basa en sus manuscritos y correspondencia. 
Una pieza de 1895 de San Francisco Call sobre Grace fue reimpresa en la edición del 5 de noviembre de 1895 de The New York Times, titulada "Muy difícil de hacer que los papoos posen". En el periódico, ella detalla su método de fotografiar o pintar bebés Pomo sin el conocimiento de su madre y probablemente en contra de su voluntad, mediante el engaño. En el artículo, Grace explica que, debido a la creencia indígena de que ser bosquejado o fotografiado tendría un resultado negativo en ellos, debía usar artimañas para acceder a los bebés en privado.
Fotografió y documentó meticulosamente cada una de sus obras a partir de este momento ya que le preocupaba la proliferación de copias falsificadas. Sus notas tenían la intención de establecer sus derechos de autor sobre cada obra, por eso, las obras están numeradas en forma secuencial. A menudo usaba la cámara como base inicial para sus retratos al óleo, ya que permitía capturar rápidamente al sujeto humano. Se esforzó por ocultar esta conveniencia práctica del mundo del arte, ya que en ese momento se consideraba un método inferior.
En 1900-1901, Grace Hudson se había cansado de satisfacer la demanda de sus pinturas populares así que se tomó unas vacaciones en solitario en el territorio de Hawái. Estando allí, completó un total de 26 pinturas de escenas de la isla con modelos japoneses, chinos y hawaianos. Mientras Grace estaba ausente, John Hudson se convirtió en el etnólogo de la costa del Pacífico del Museo Field Columbian, documentando las actividades nativas del norte de California, incluyendo un extenso estudio de los métodos aborígenes de captura de peces.
Posteriormente, Grace se reunió con su esposo y reanudó el trabajo proporcionando retratos sentimentales de Pomo a sus compradores así como acompañando a John en gran parte de su trabajo de campo. En 1902, pintó un retrato de un niño Pawnee. John Hudson había estado trabajando para documentar al Pawnee en la asignación para el Museo Field de Historia Natural. En 1904, Grace Hudson aceptó una comisión del Museo Field de Historia Natural para establecerse en el territorio de Oklahoma y pintar más imágenes de la comunidad Pawnee, un pueblo que casi había desaparecido por contacto con enfermedades europeas. Allí pintó sobre todo a jefes y ancianos sobre lienzo para los que utilizó negativos fotográficos. Algunos de las herramientas de Hudson y las pinturas de Grace fueron destruidas en incendio de San Francisco que tuvo lugar tras el terremoto de 1906 mientras ellos estaban en Oklahoma.

## Museo Grace Hudson y The Sun House

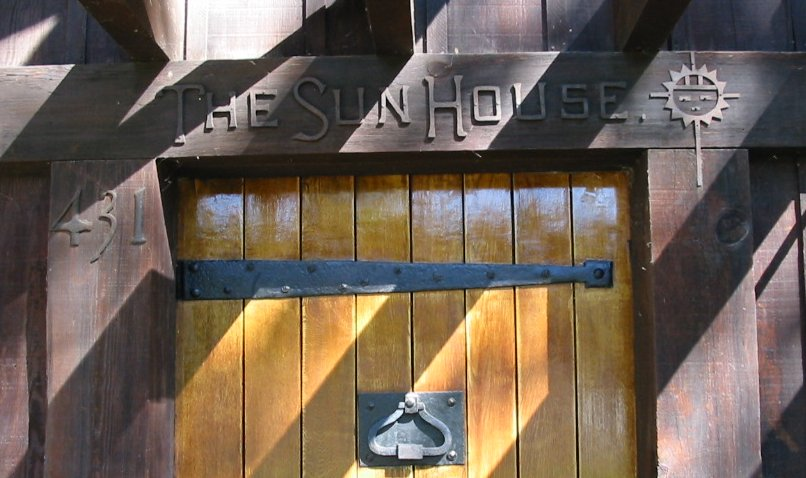
Símbolo del sol Hopi sobre la puerta de The Sun House

Al regresar a California, Grace y John Hudson vivieron el resto de sus días llevando un modesto estilo de vida bohemio centrado en coleccionar, viajar, trabajar en el campo, leer, entretener, fotografiar y pintar, teniendo como sede The Sun House en Ukiah, un bungalow de estilo Craftsman que diseñaron en California. y fue construido de secoya en 1911. El símbolo del sol Hopi fue adoptado por los Hudson como su símbolo familiar. La Casa del Sol se muestra como emblema sobre la puerta. Ambos murieron en este lugar, John Hudson en 1936 y en marzo de 1937.
Sin hijos propios, Grace Hudson dejó The Sun House y sus tierras a su sobrino, Mark Carpenter, quien conservó la casa y sus 30.000 objetos recolectados para la posteridad, dándola a la Ciudad de Ukiah, que gestiona la casa y el contiguo Museo Grace Hudson. Hoy, la Casa del Sol forma parte de la California Historical Landmark y figura en el Registro Nacional de Lugares Históricos. La Casa del Sol y el Museo se encuentran dentro del parque de la ciudad Hudson-Carpenter de 0.8 acres. El sitio web del museo dice de Grace Hudson que "... su trabajo goza de un renovado interés y reconocimiento por sus representaciones finas y comprensivas de los pueblos nativos".

## Galería

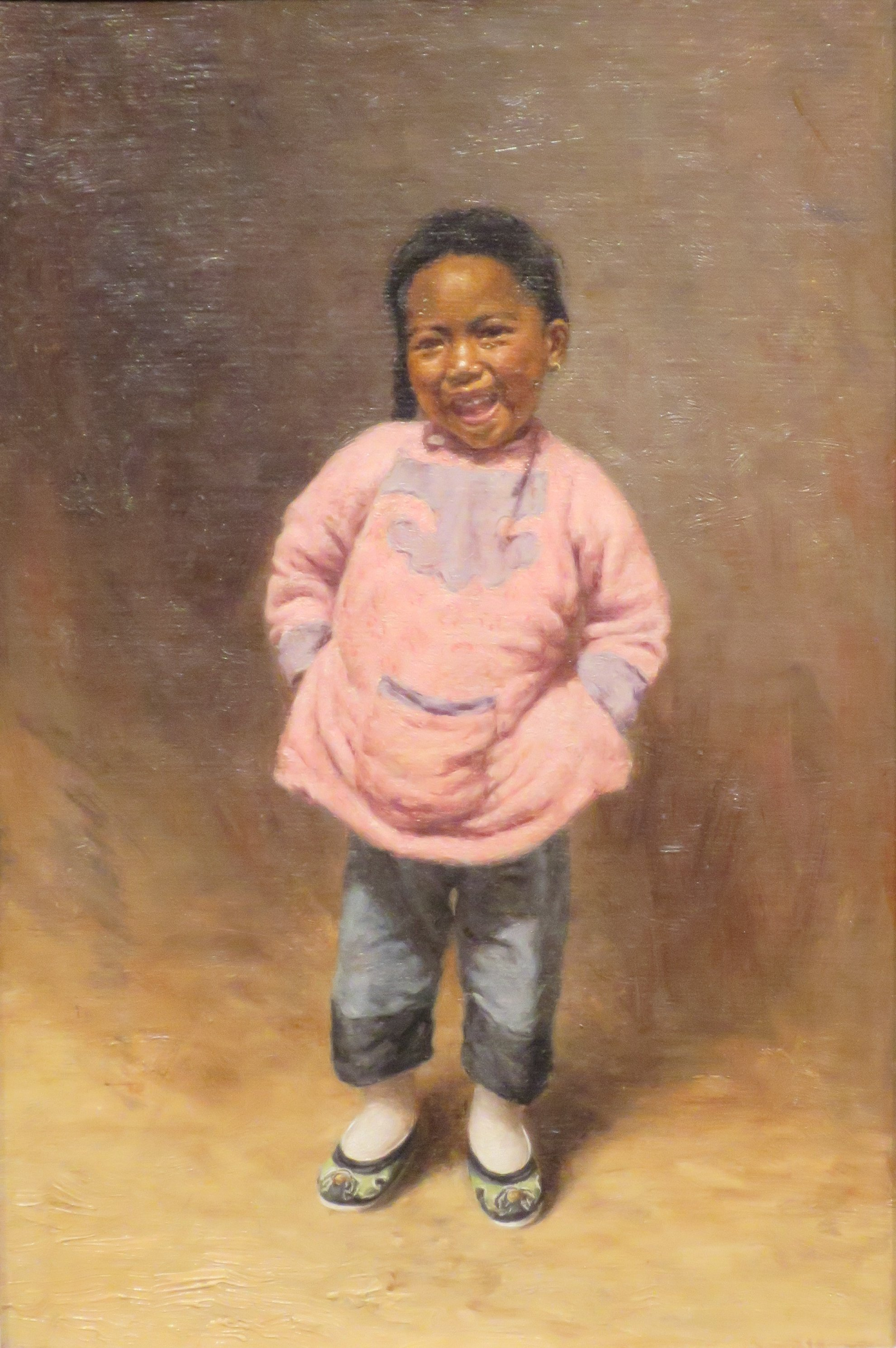
Chinese Girl Laughing (1901)
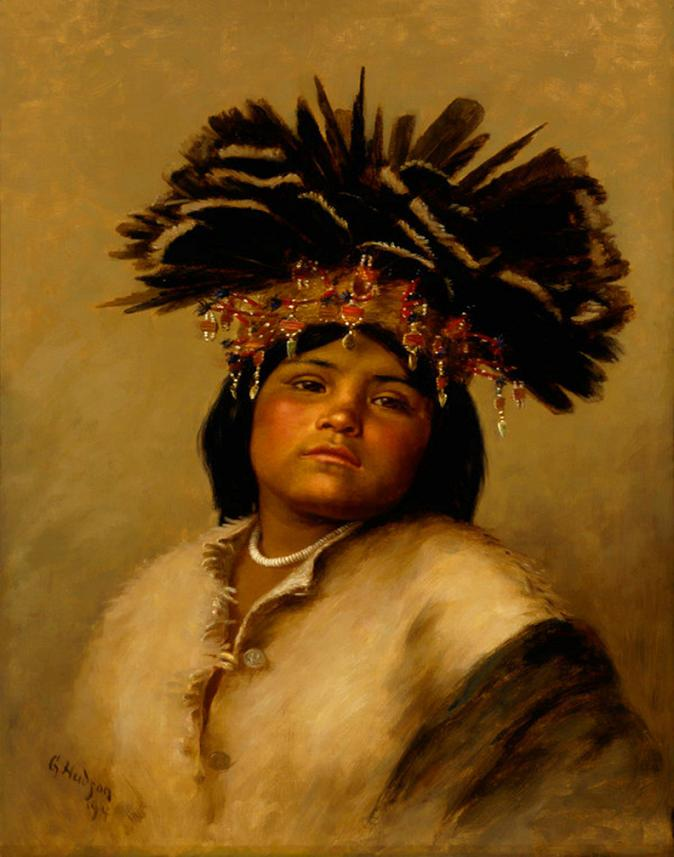
The Star (1894)
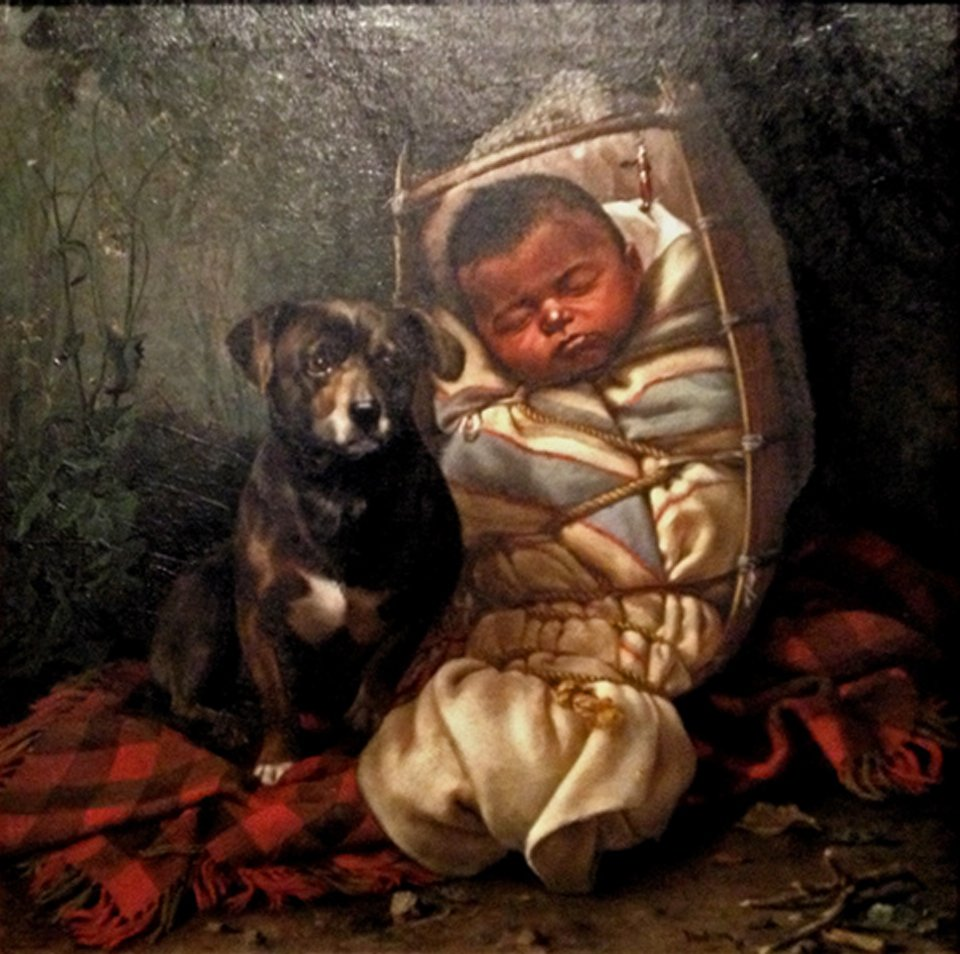
National Thorn (1891)
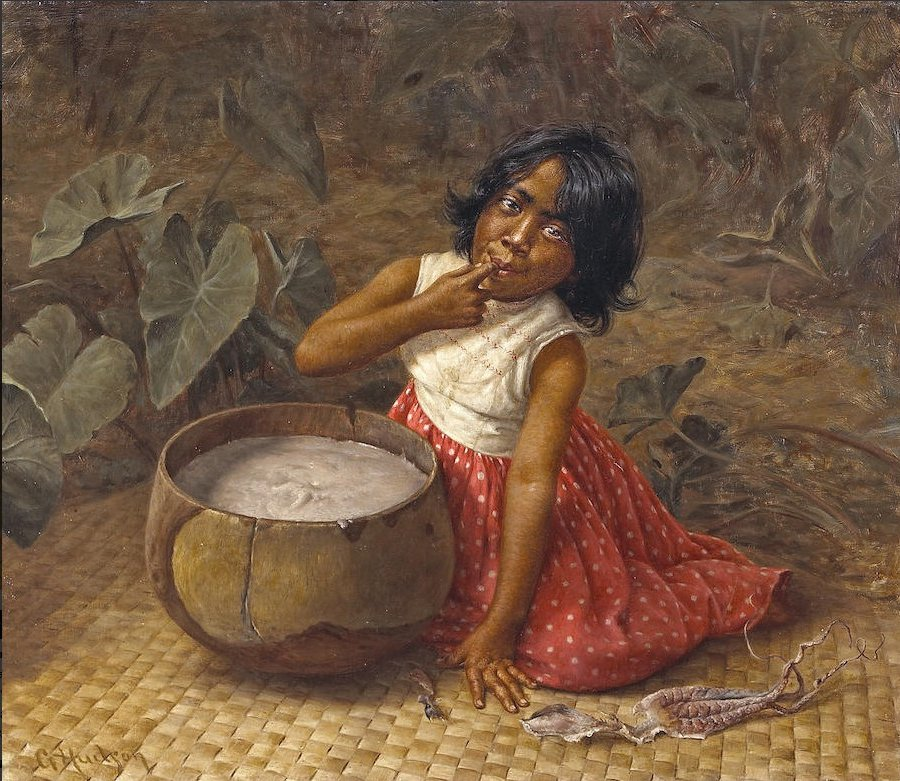
A Kamaaina (1901)
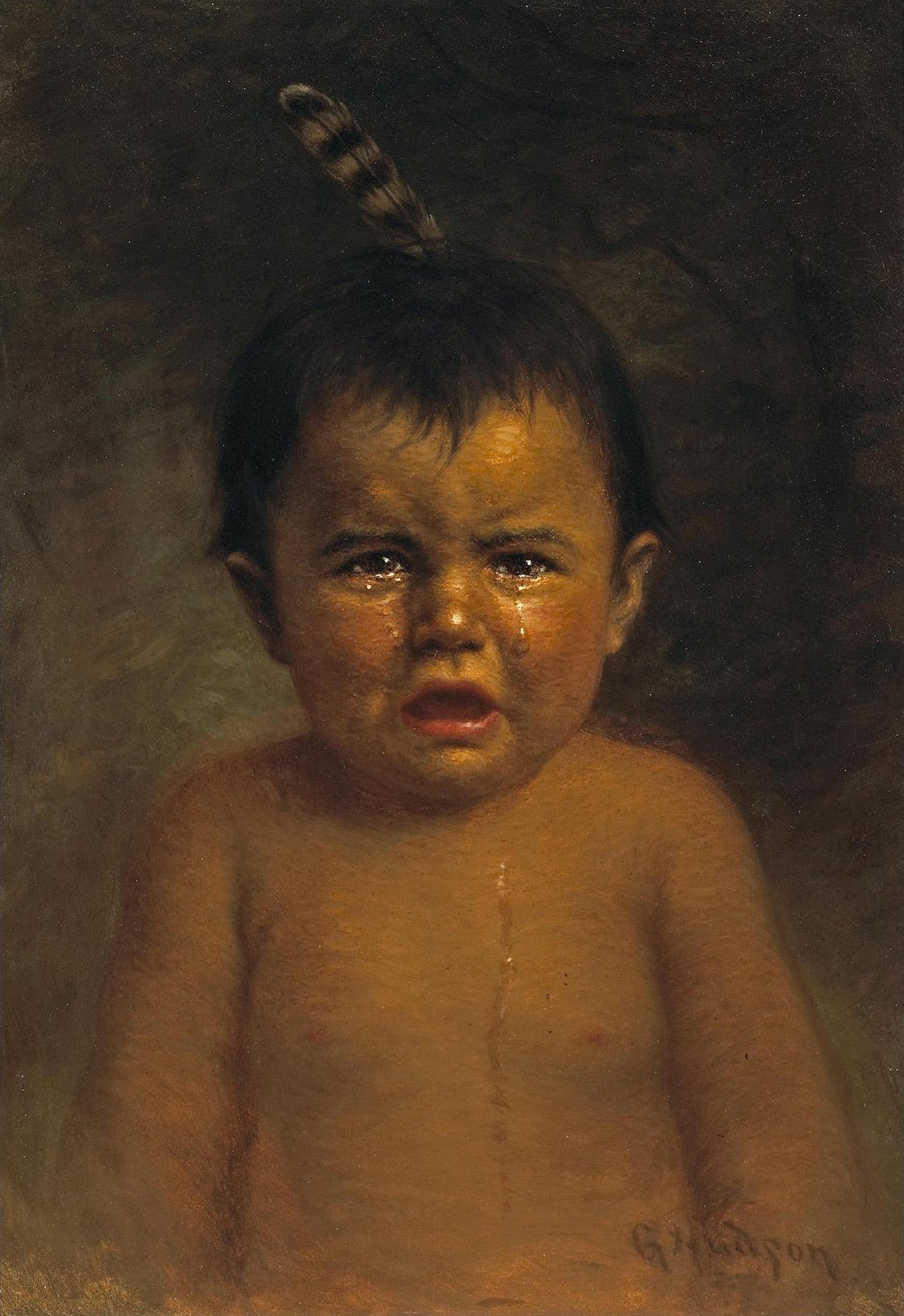
Child Crying
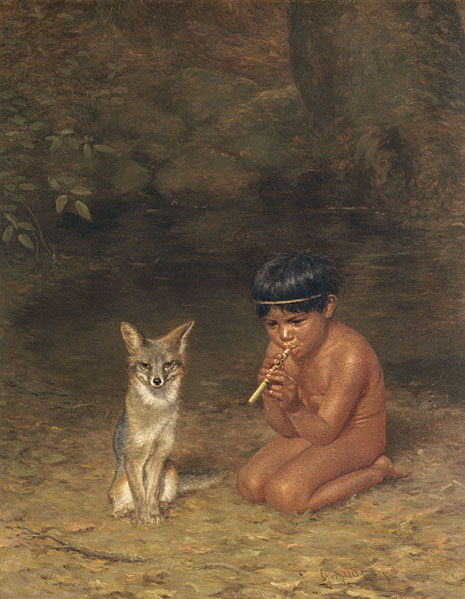
Boy with Fox
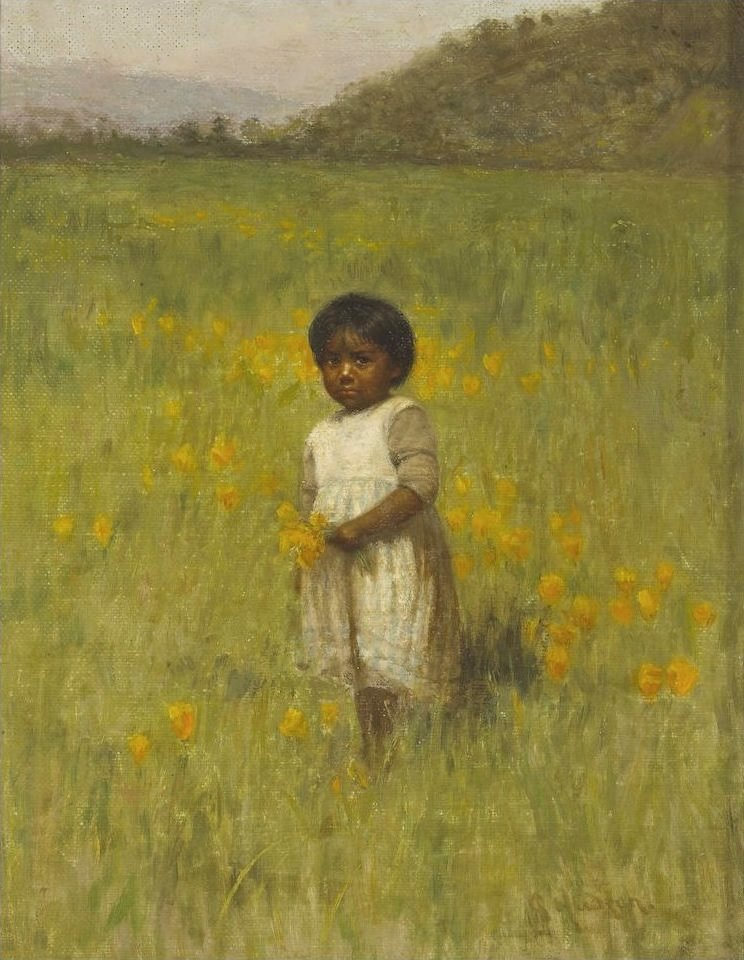
Holding Poppies
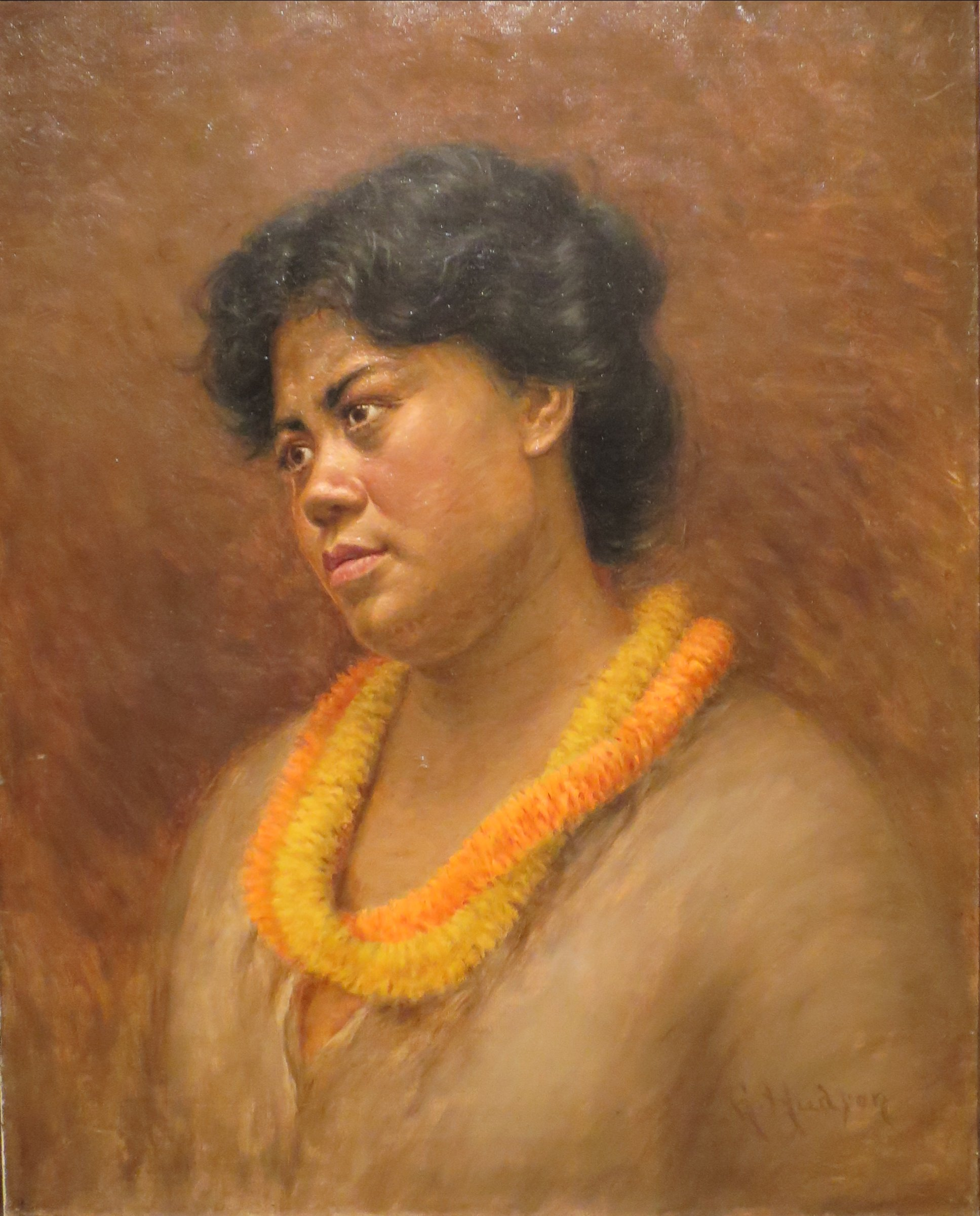
Hapa Haole (1901)
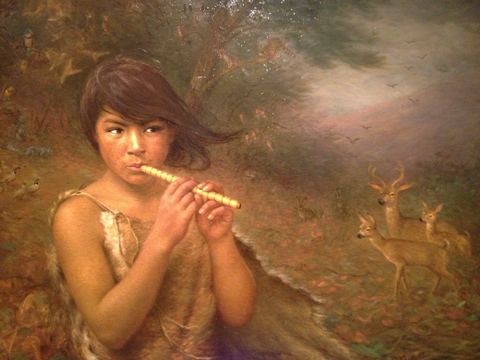
The Dawn of Song (1932)
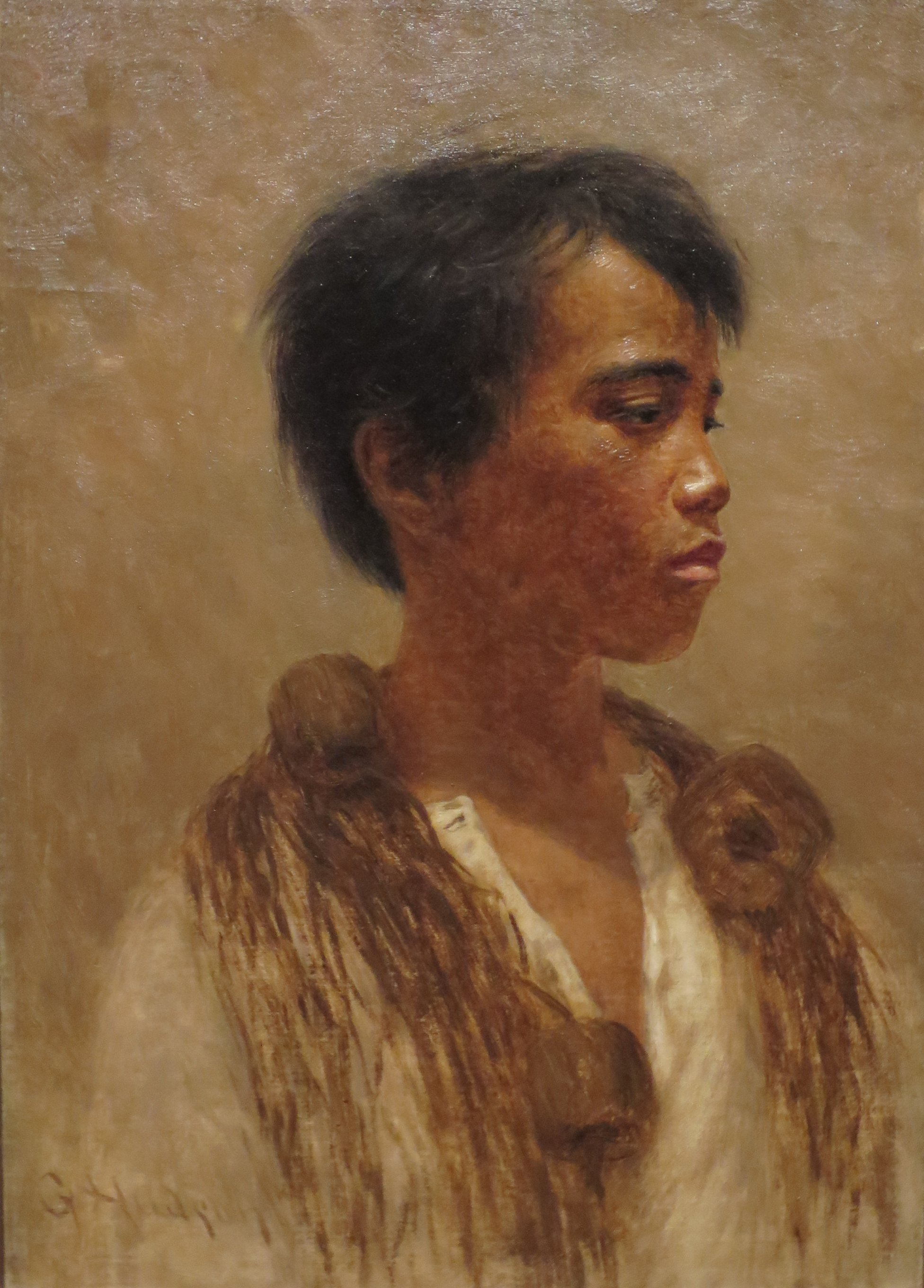
Boys Head (1901)
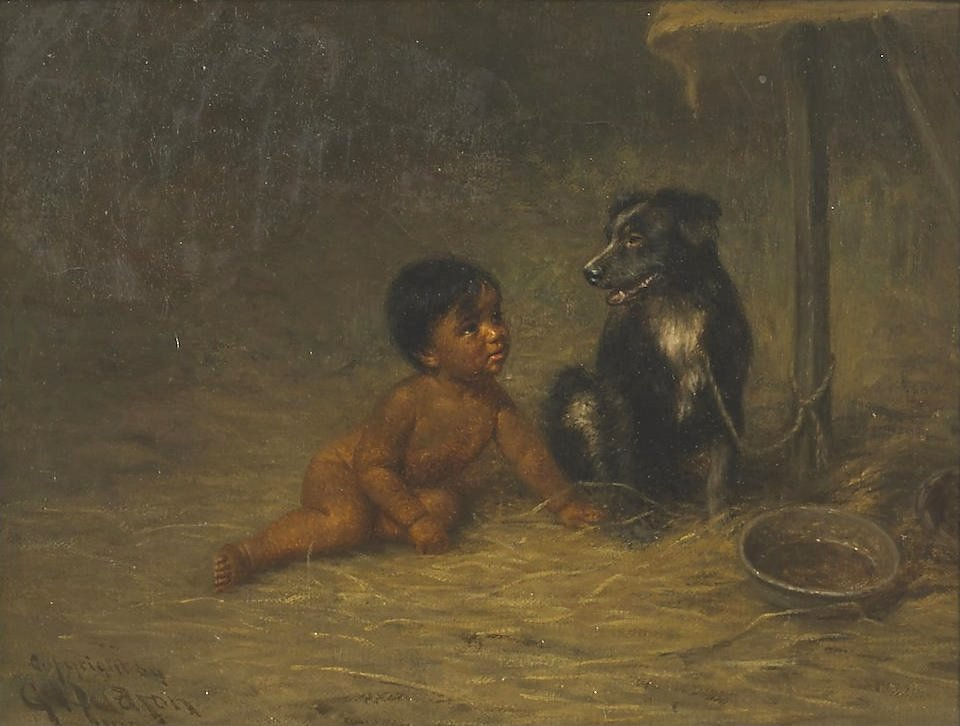
Nude Baby (1909)
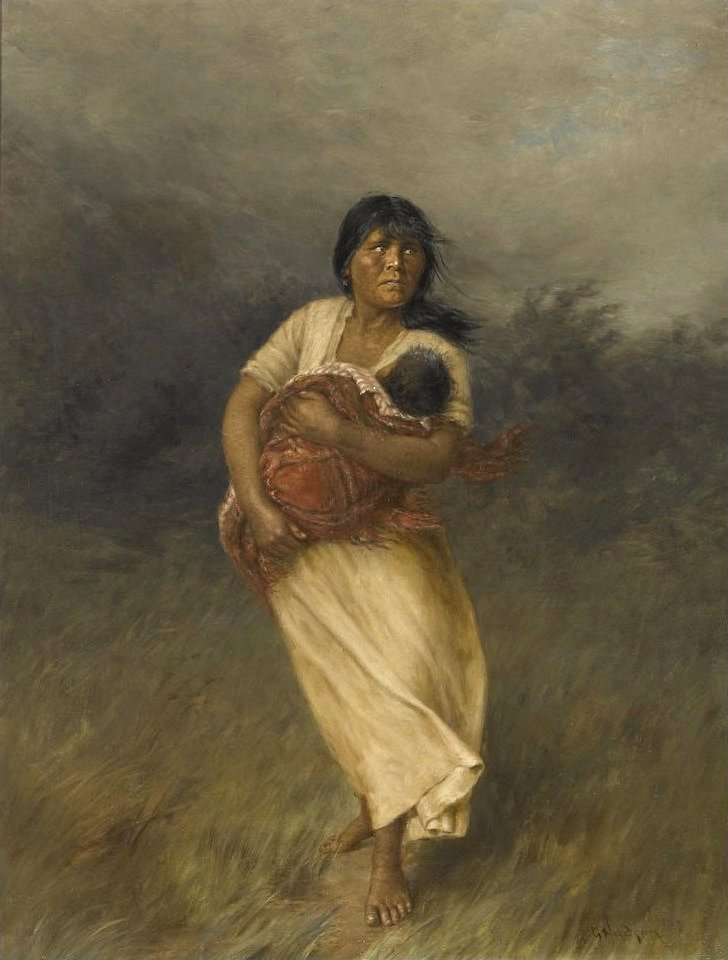
Back to Her Tribe
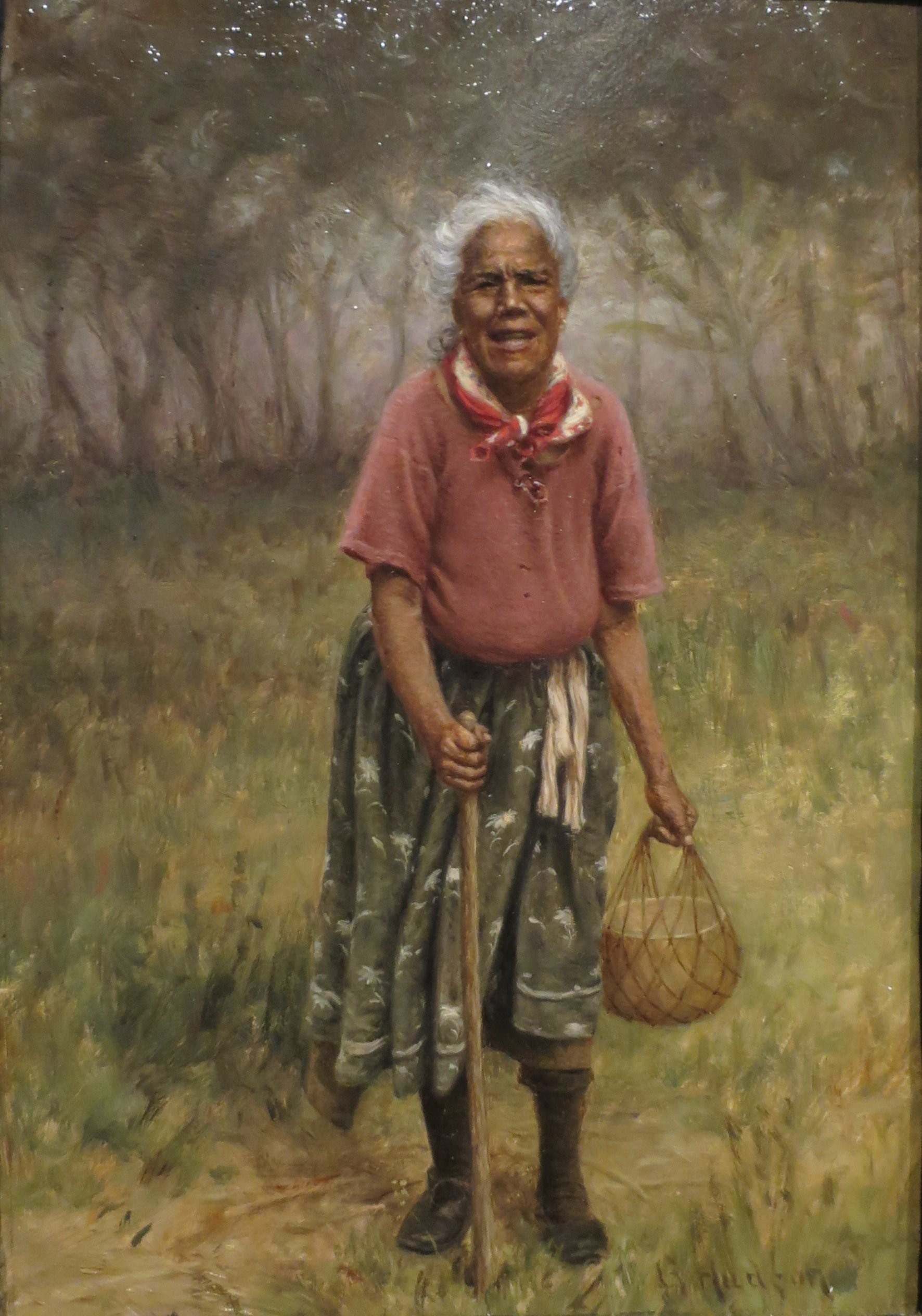
Aloha (1901)
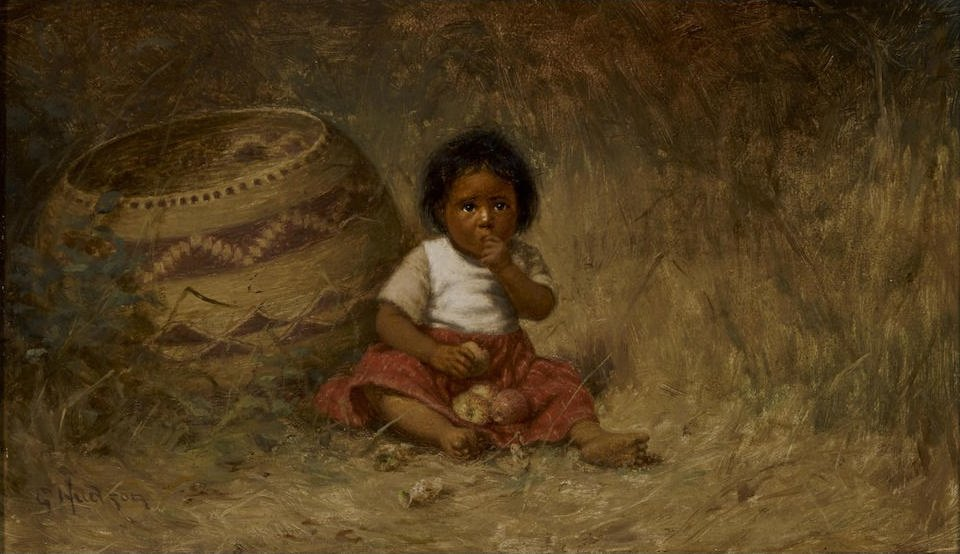
Little Girl (1911)
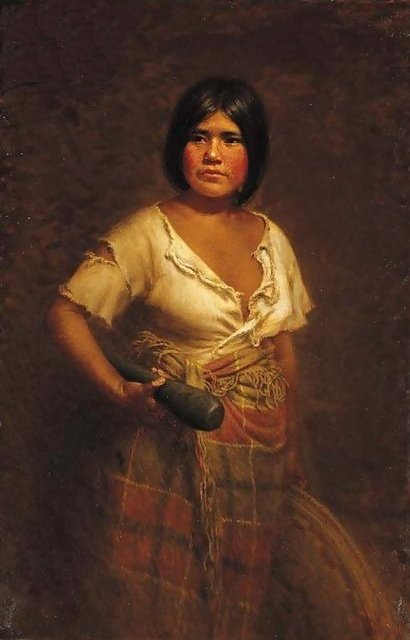
Matron
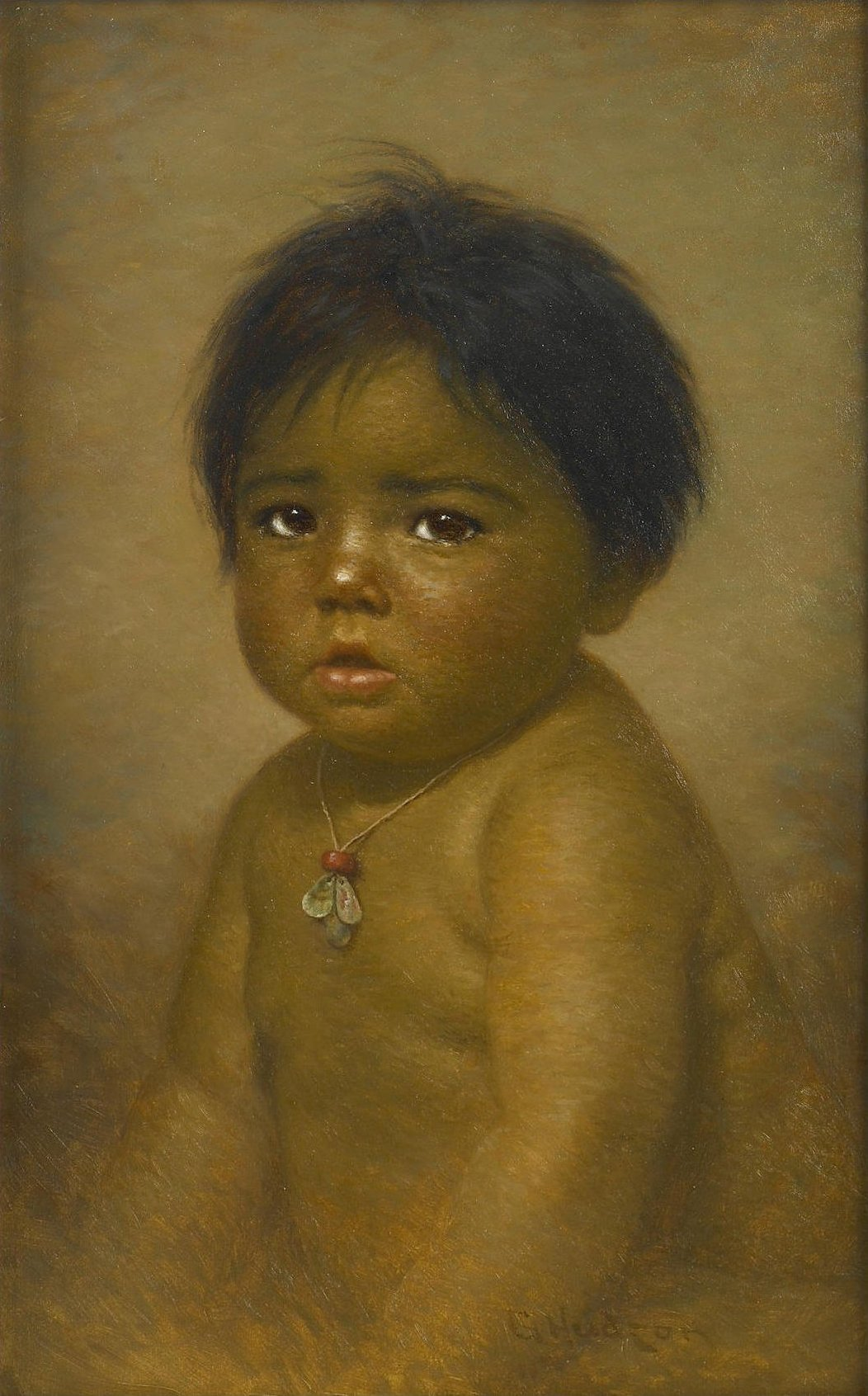
Head of Betoon (1933)
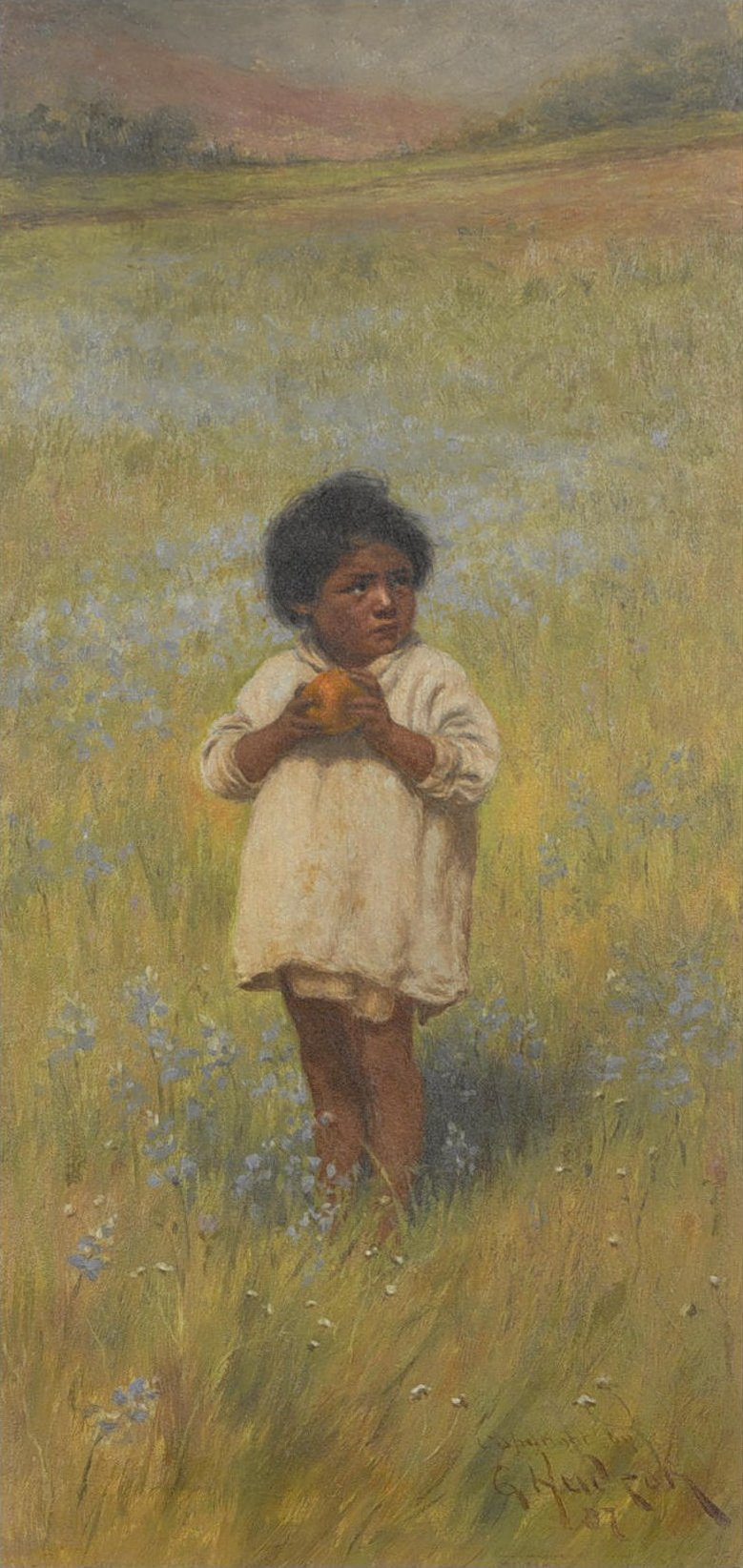
Flowers (1907)
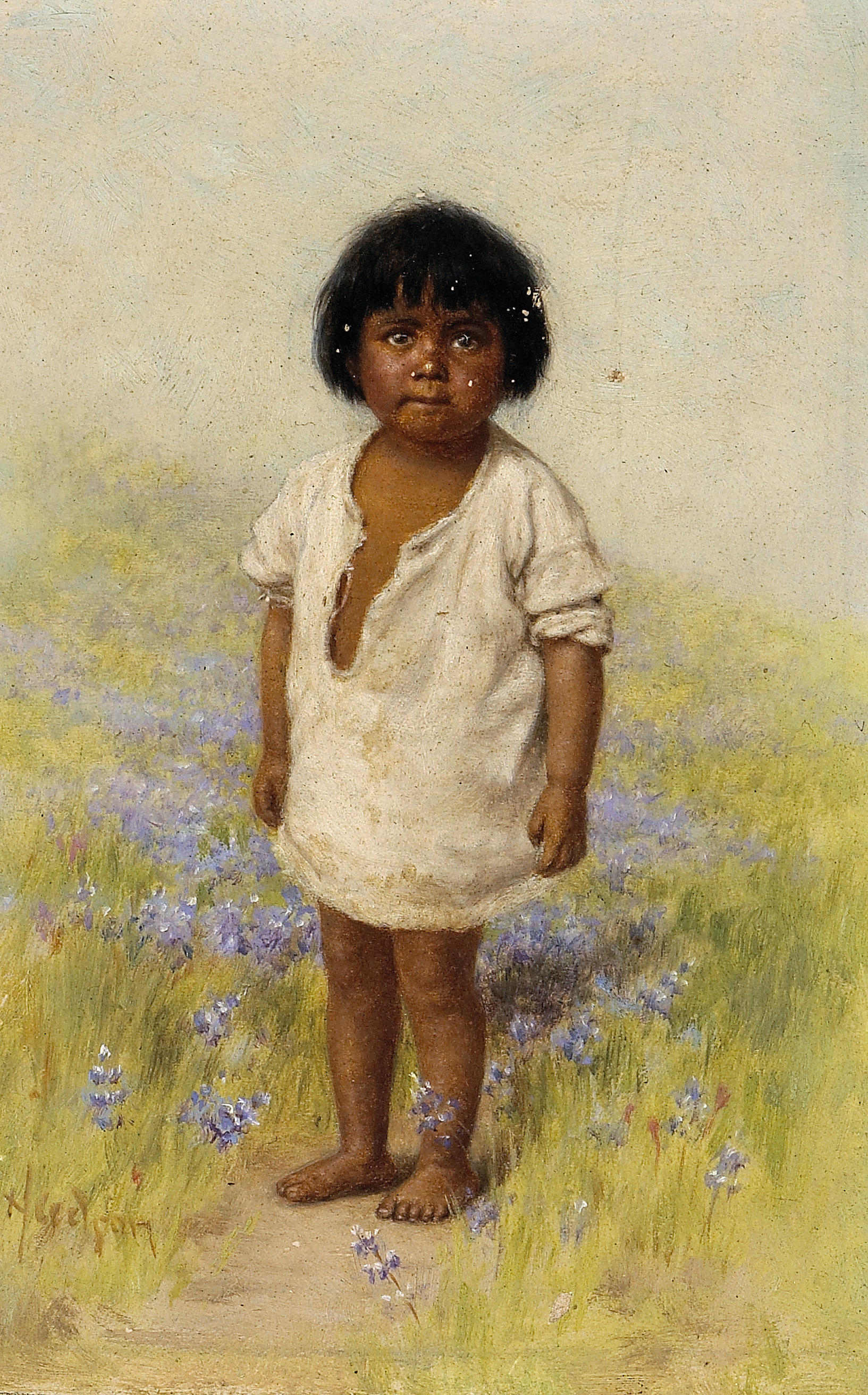
Pomo child (1898)
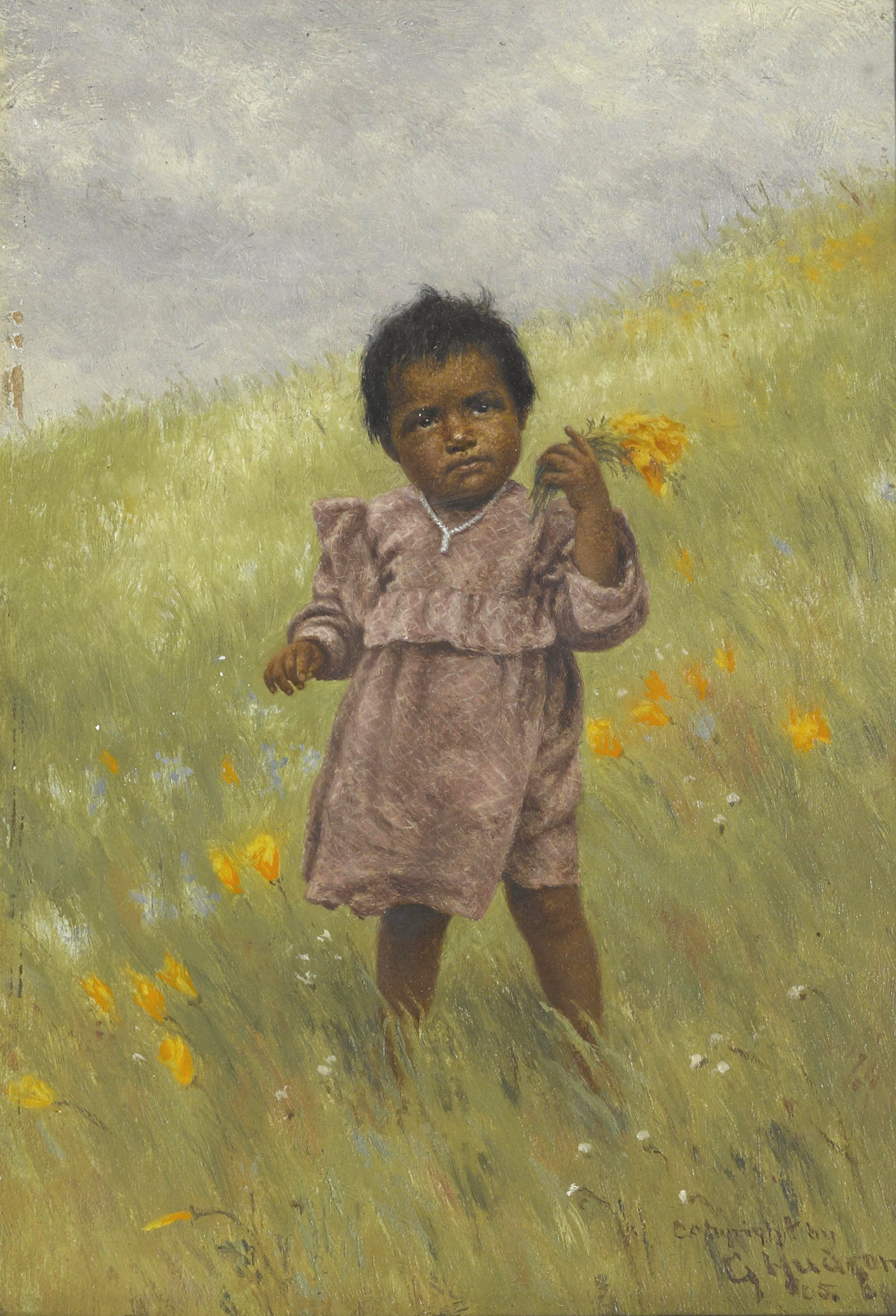
March (1905)
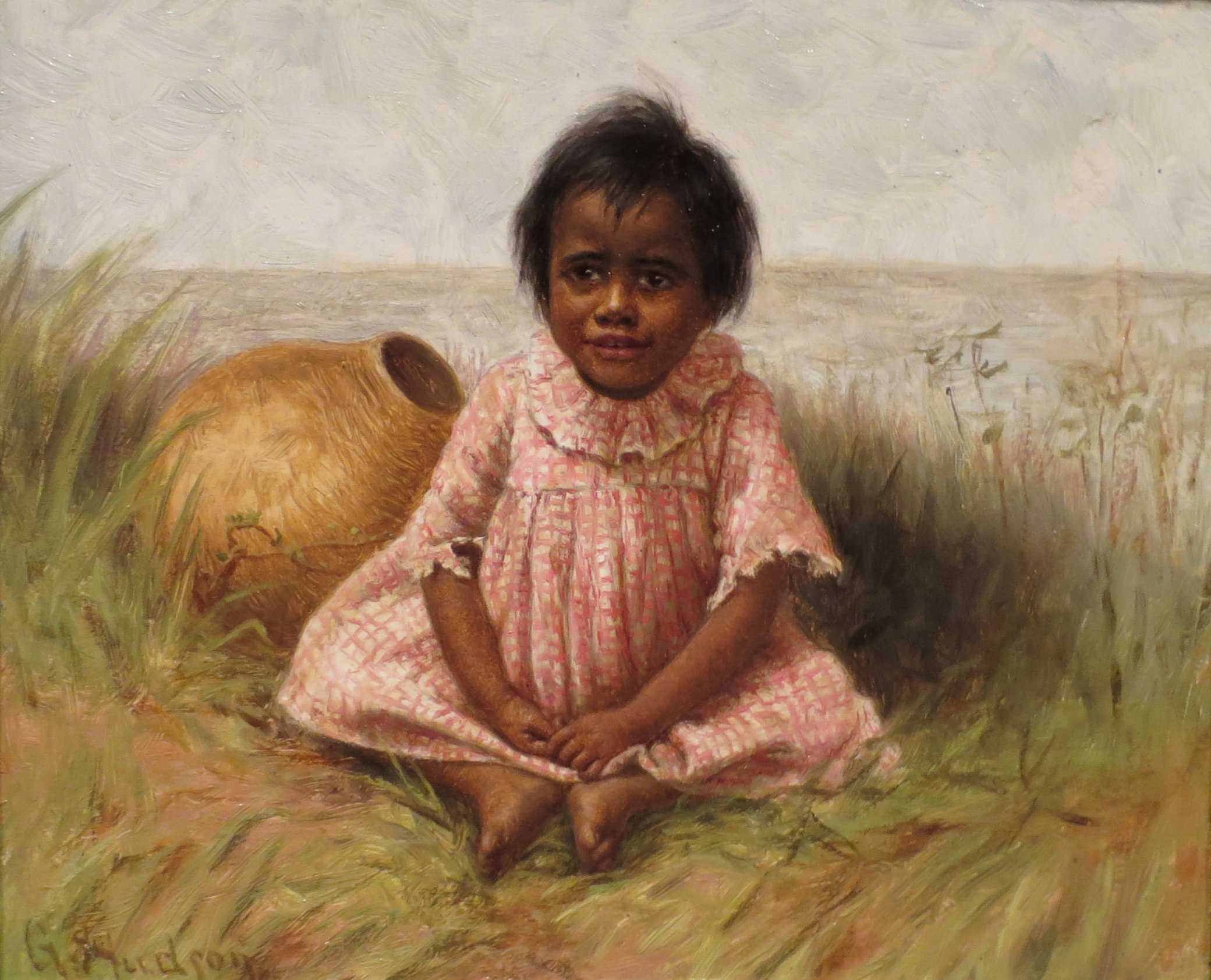
Child with Gourd Calabash (1901)
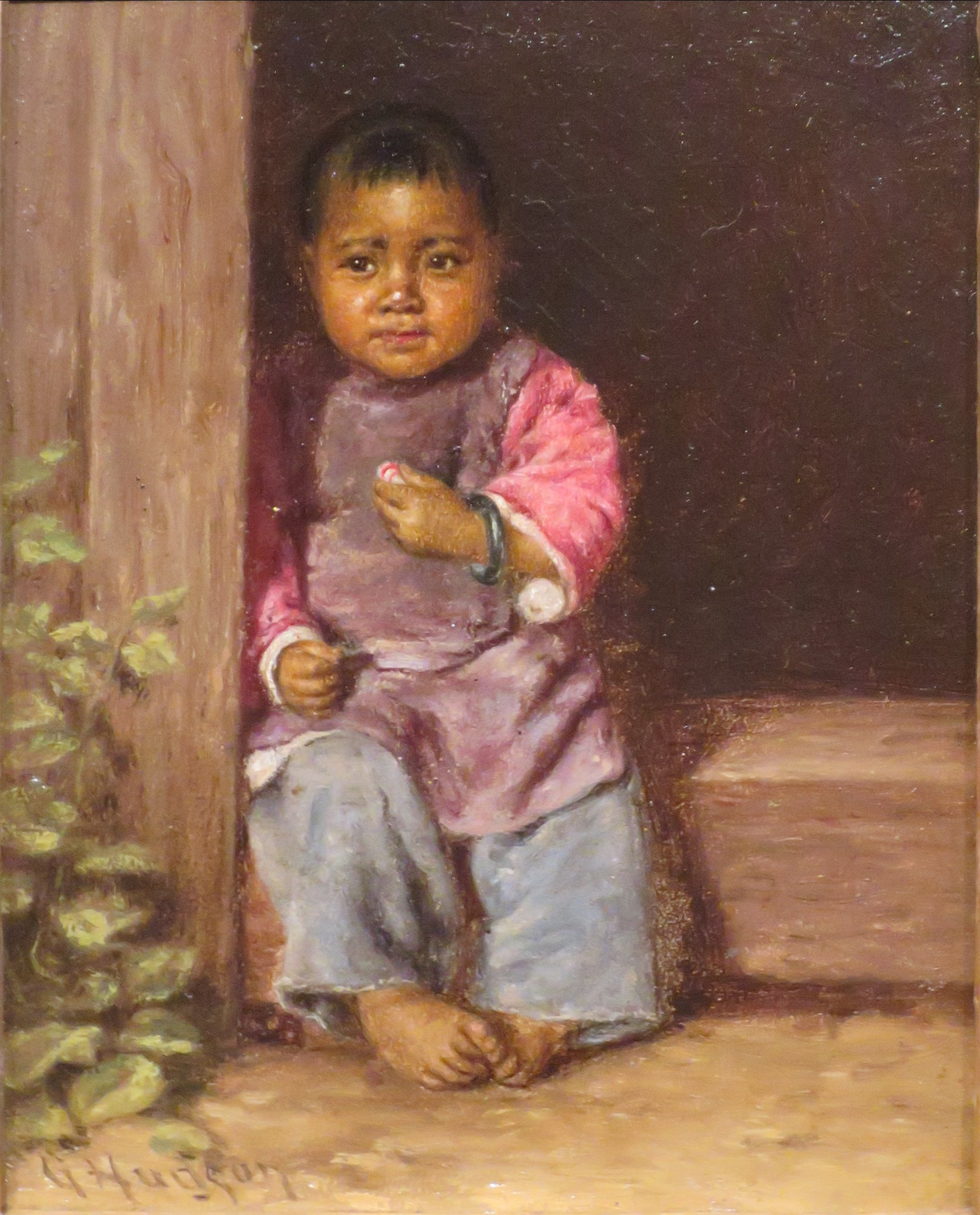
Chinese Child Sitting in Doorway (1901)
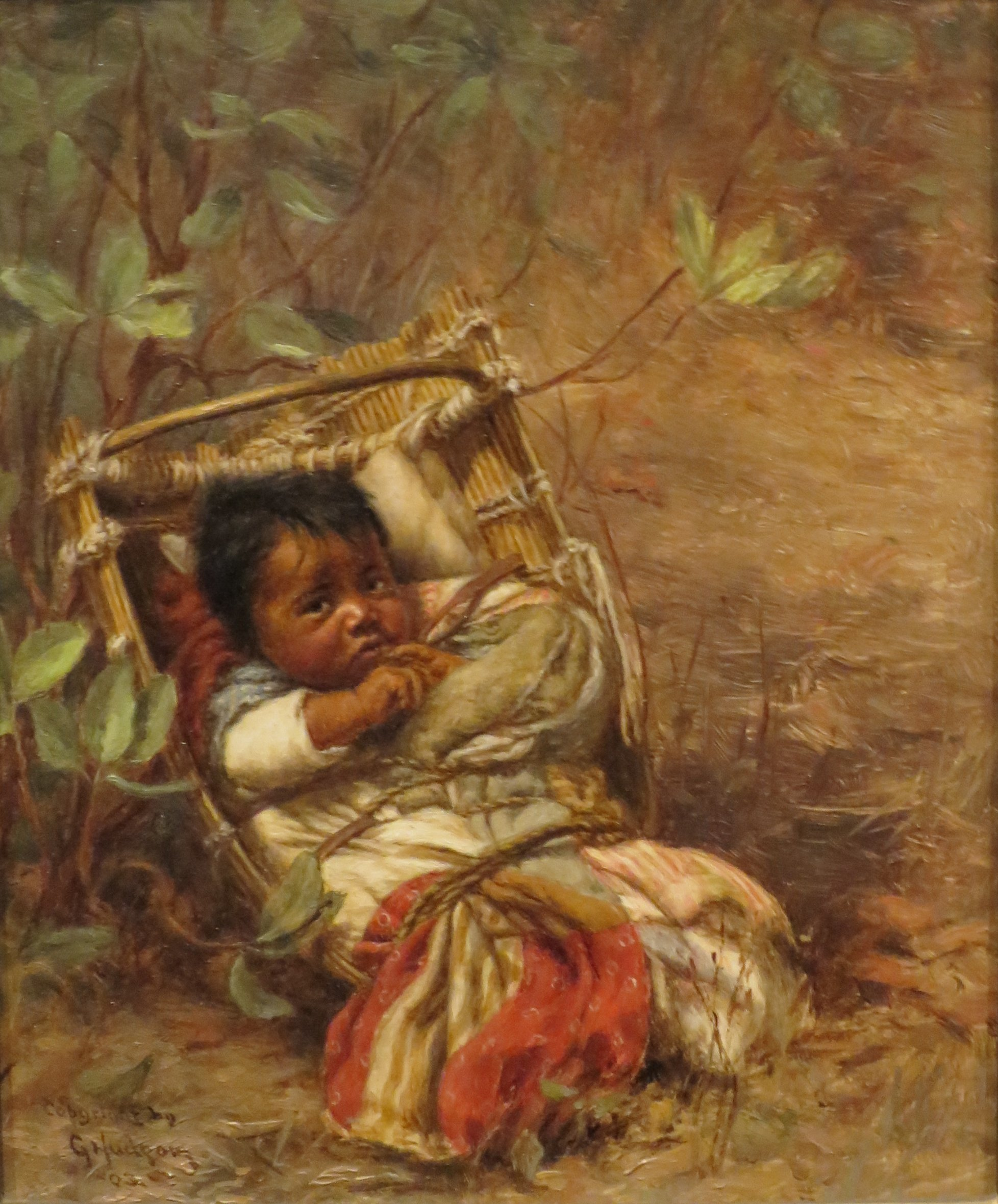
Basket Baby (1903)
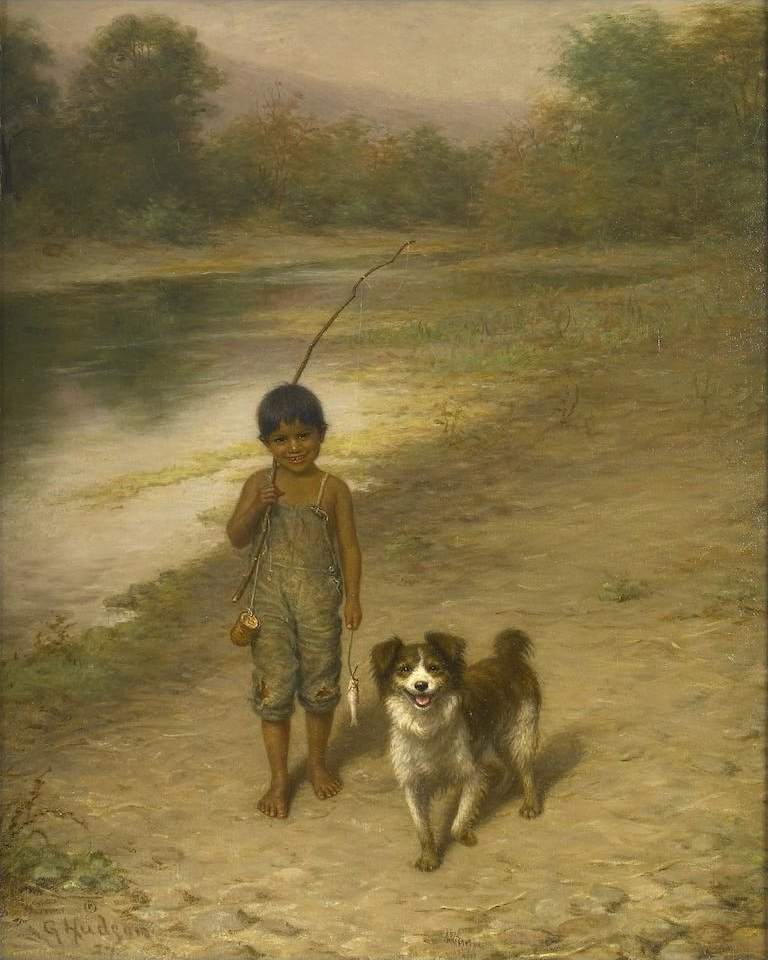
Let Others Worry (1927)
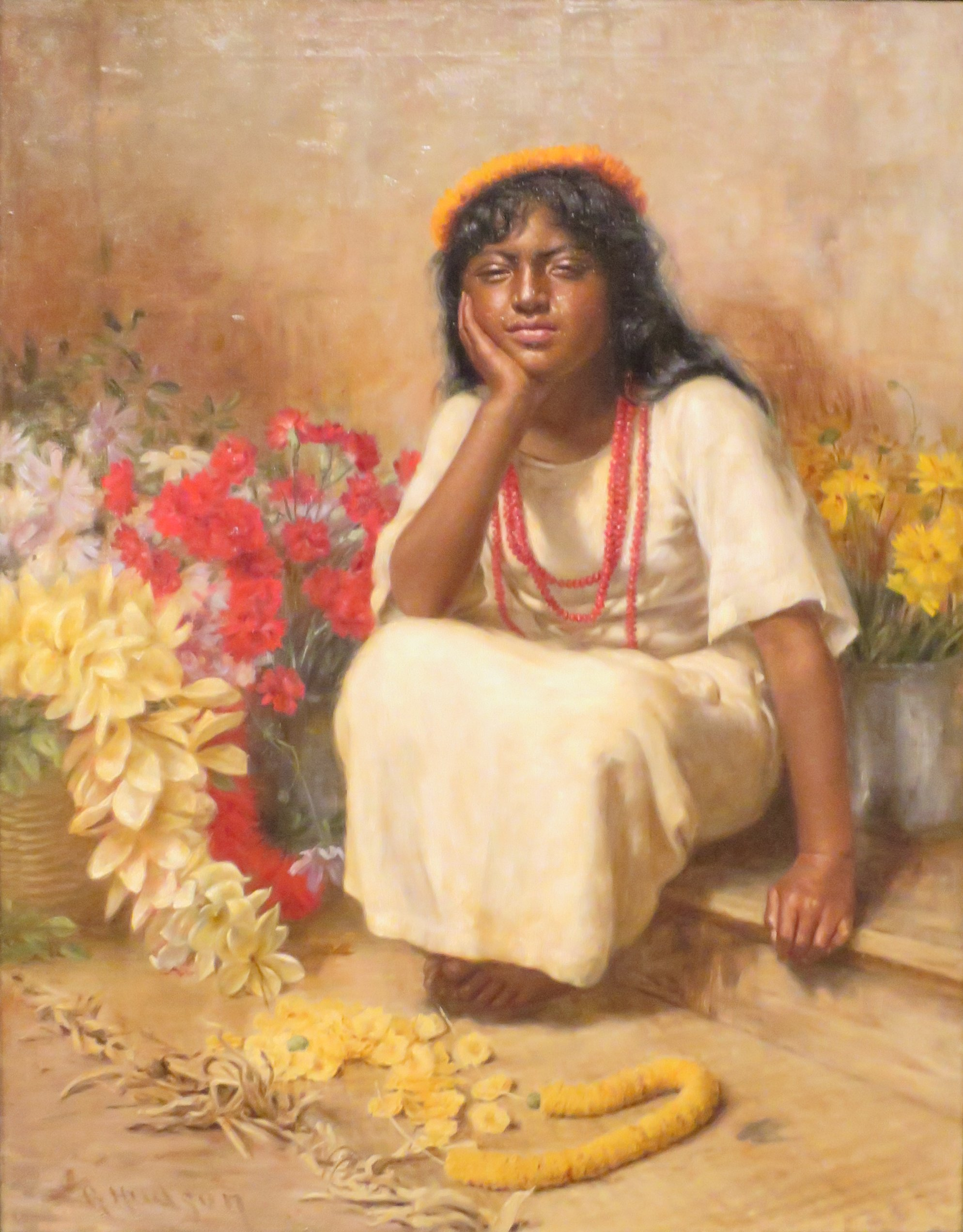
Emma Square (1901)
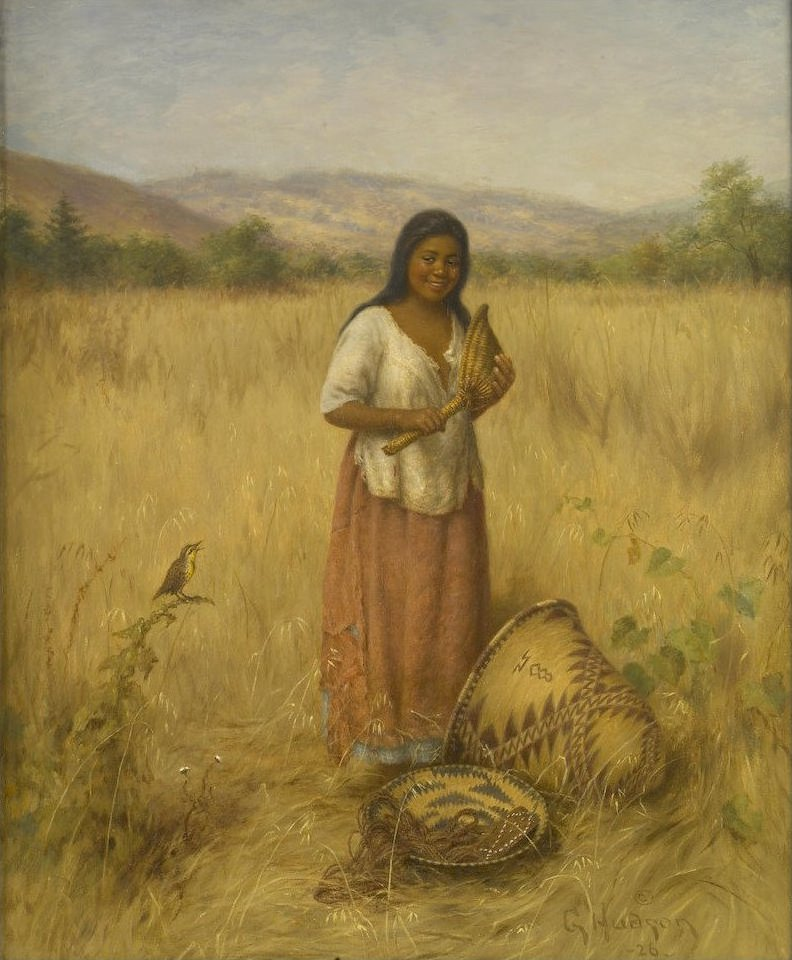
Love's Messenger (1926)
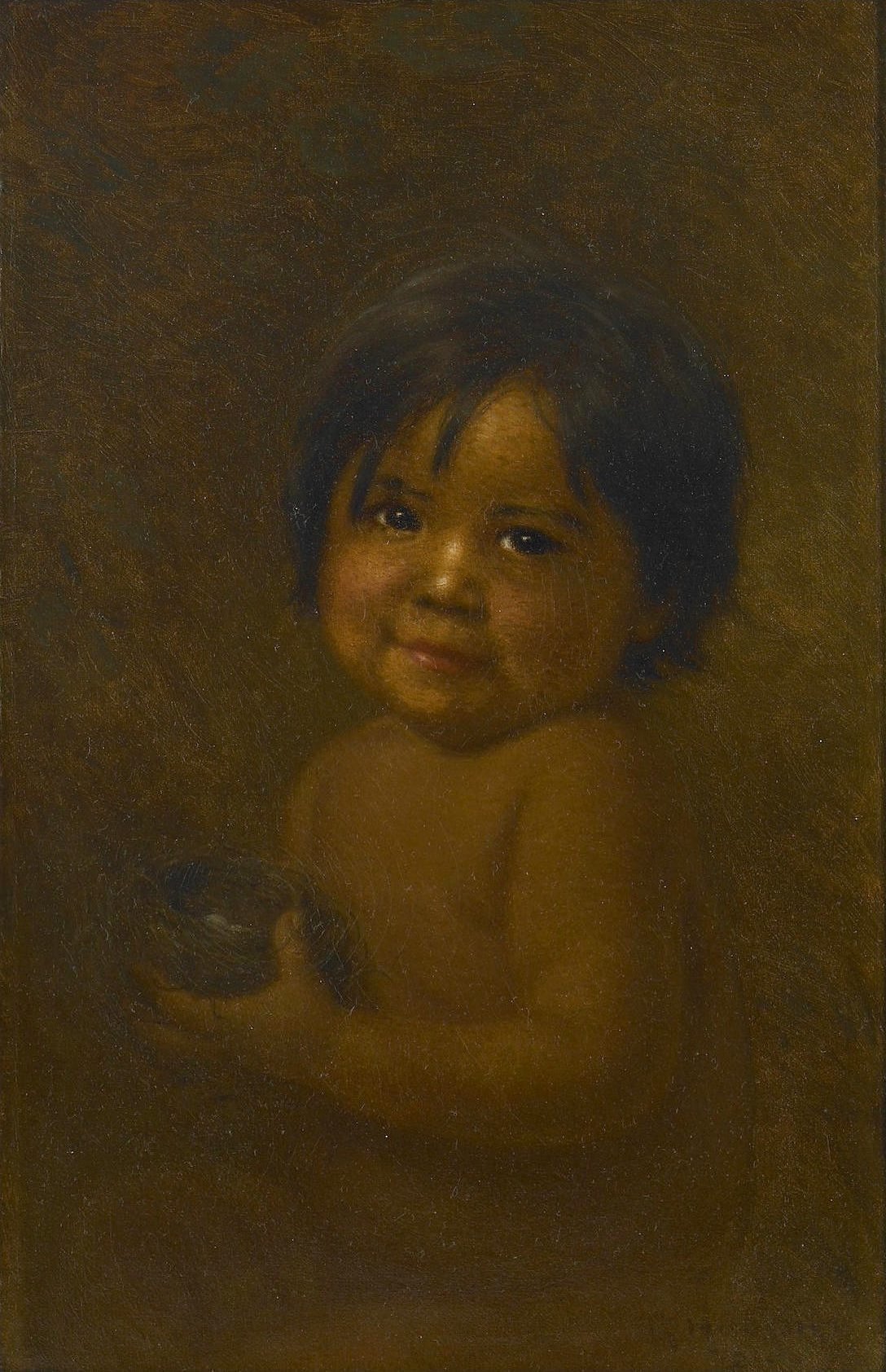
Ellen Duncan as a Baby (1925)
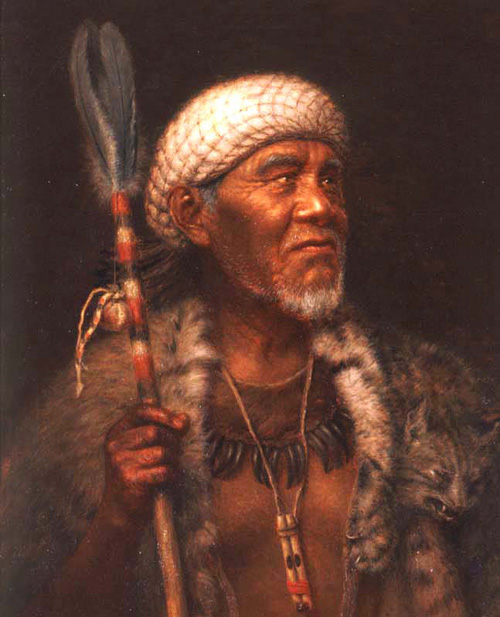
Ma-tu, Pomo Medicine Man
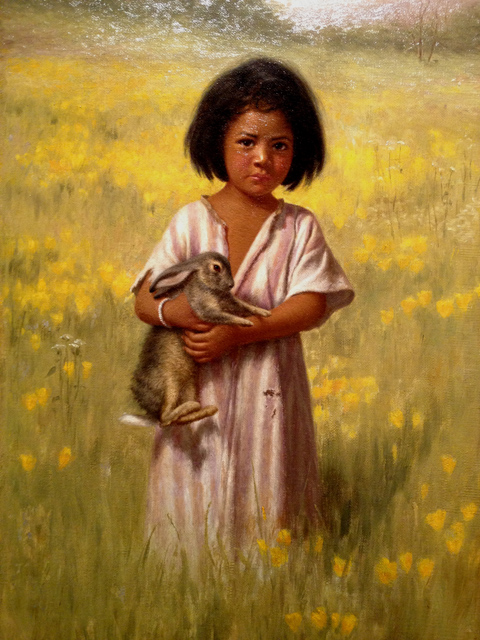
Little Jack (1916)
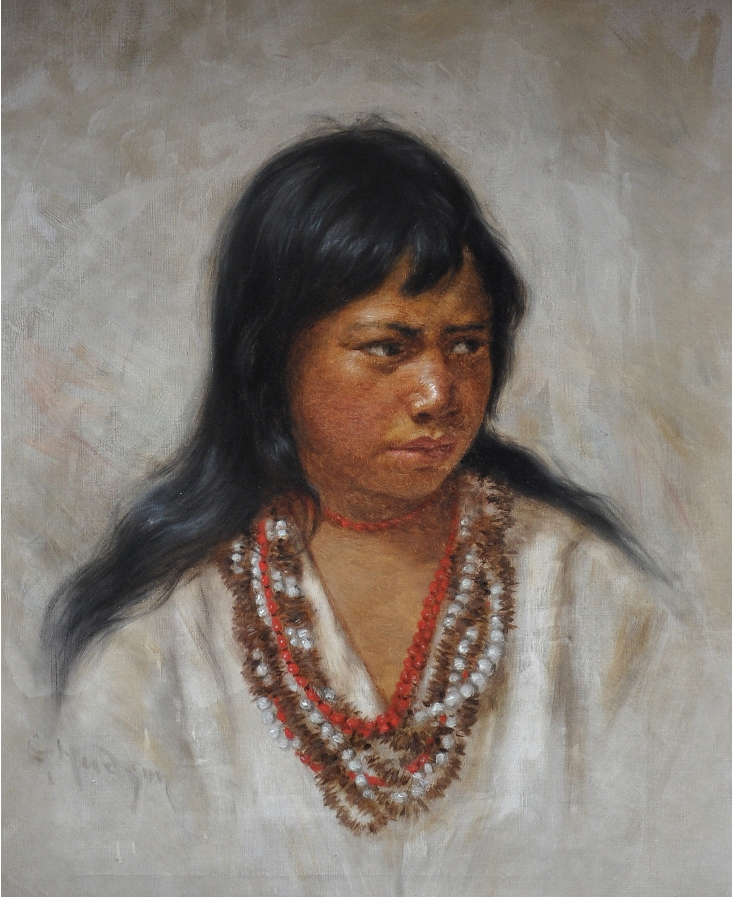
Hawaiian Girl, Seed Leis (1901)
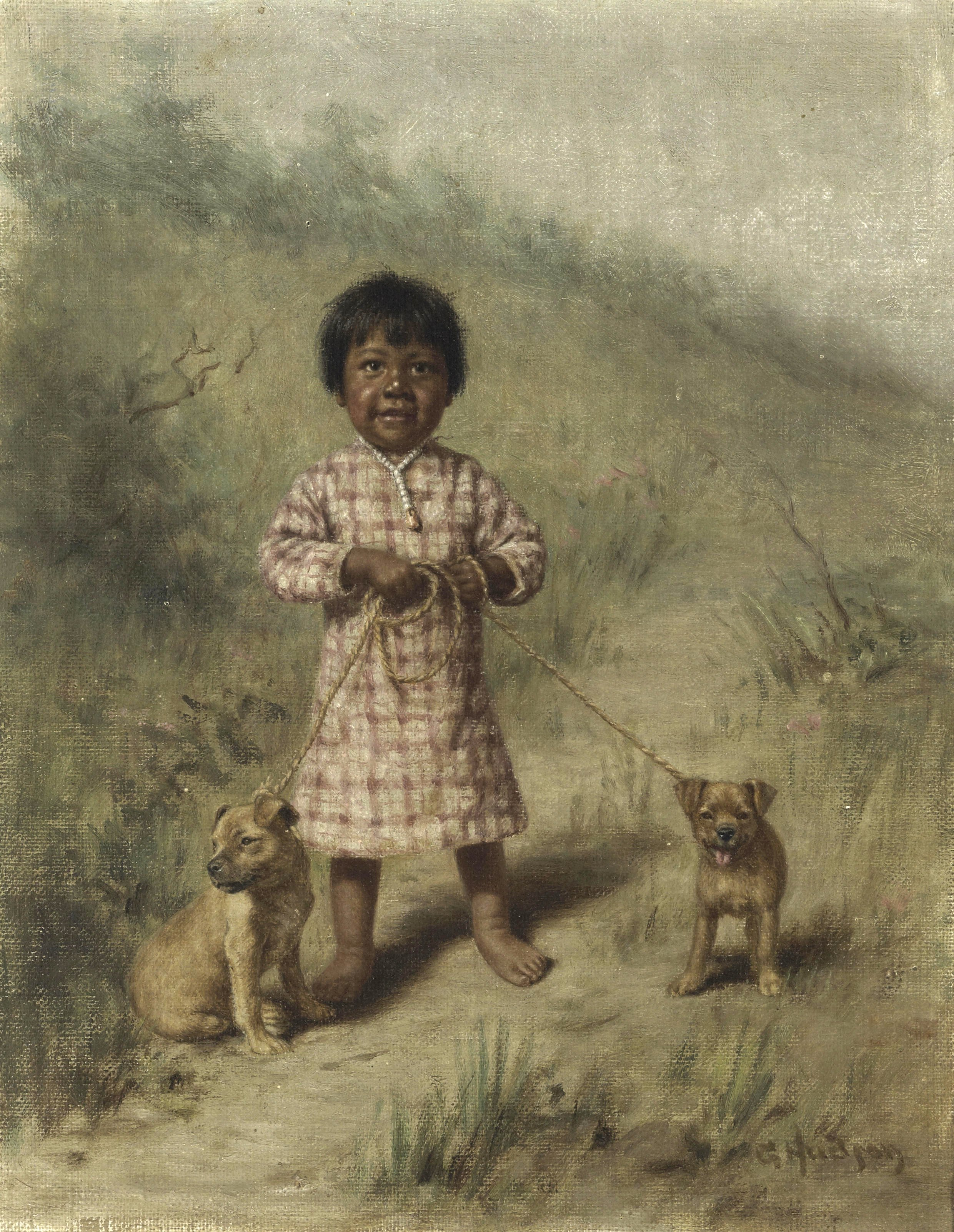
Greenie with two yellow puppies (1896)
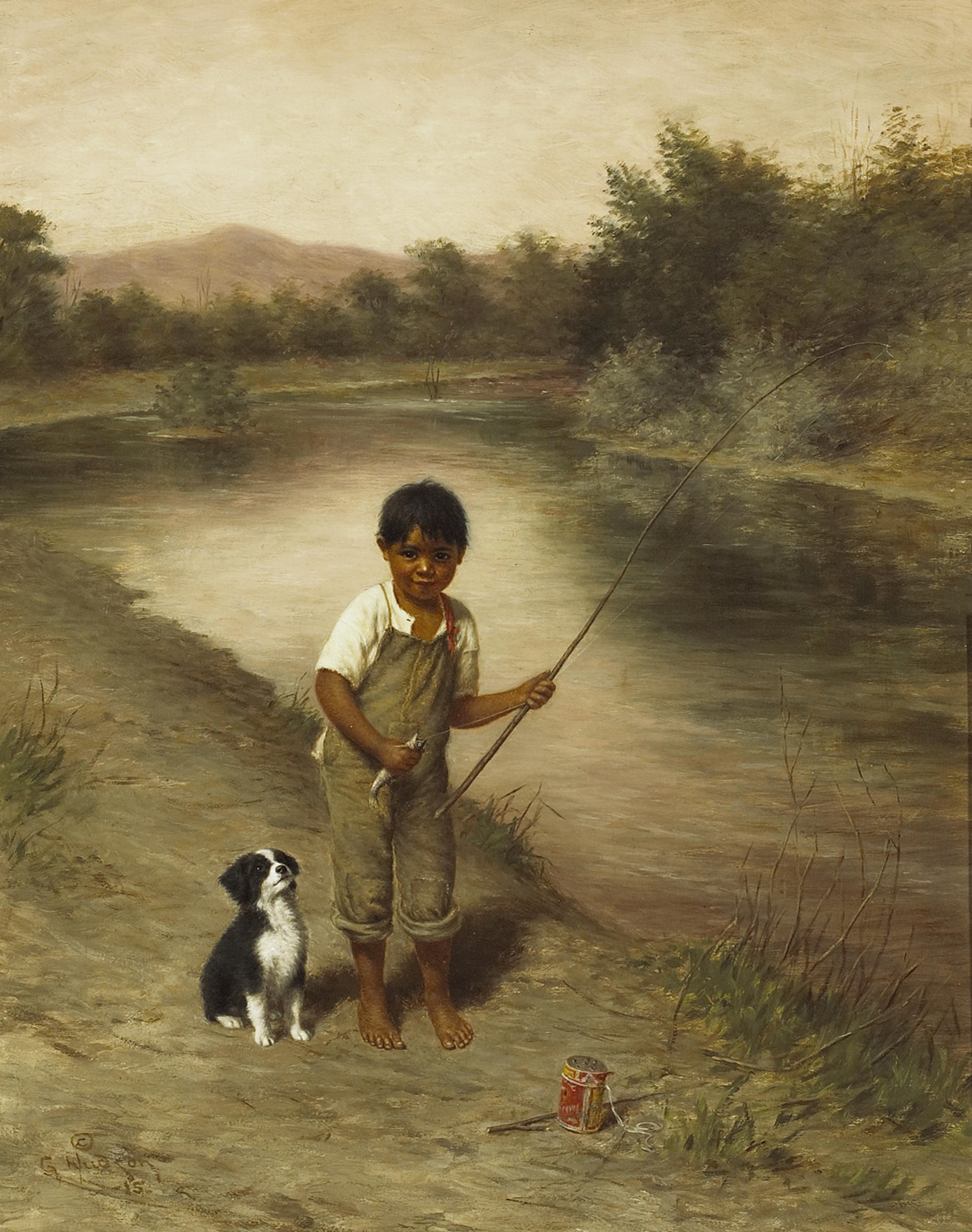
We got him (1915)
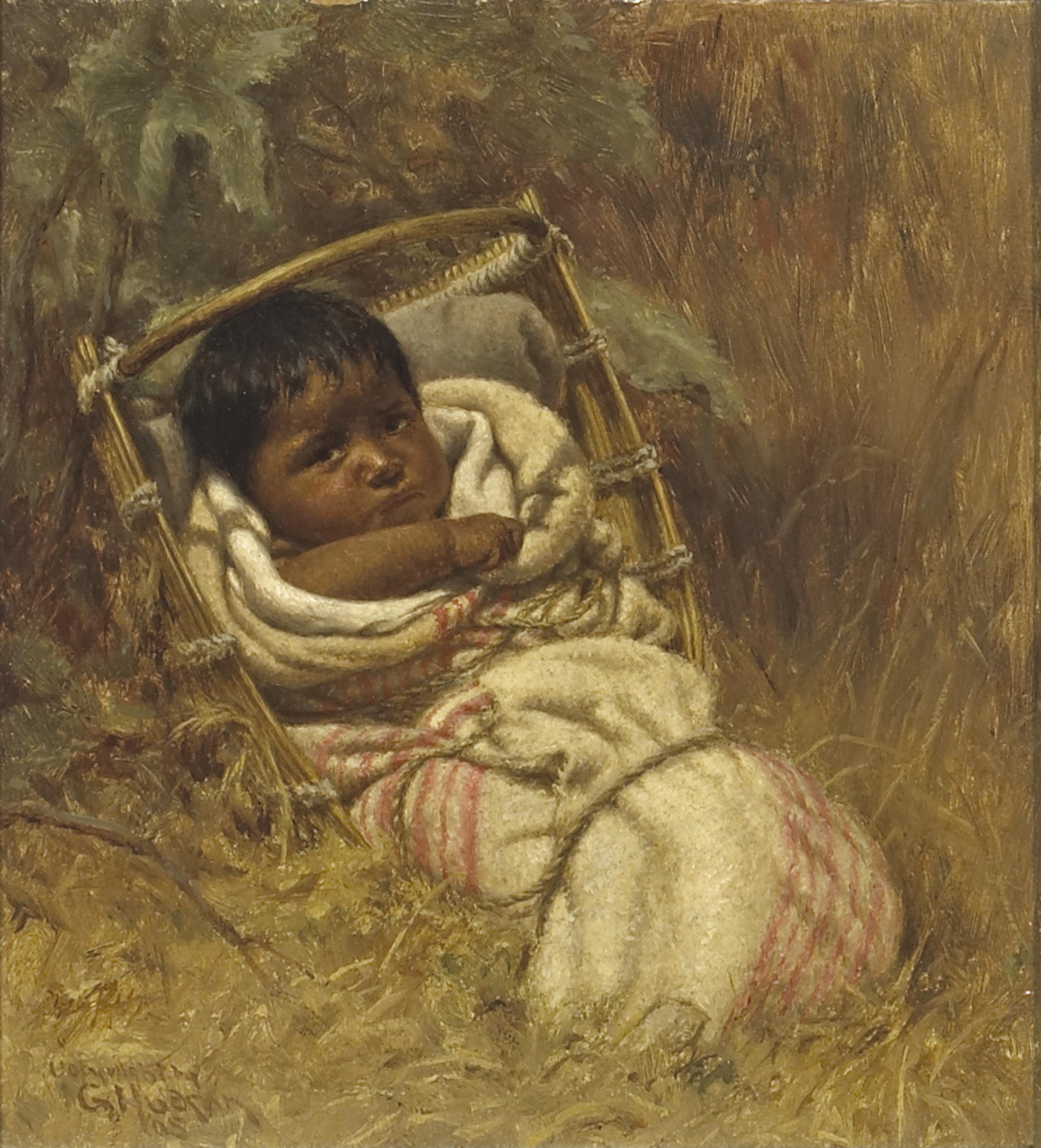
Anxious Moments (1905)
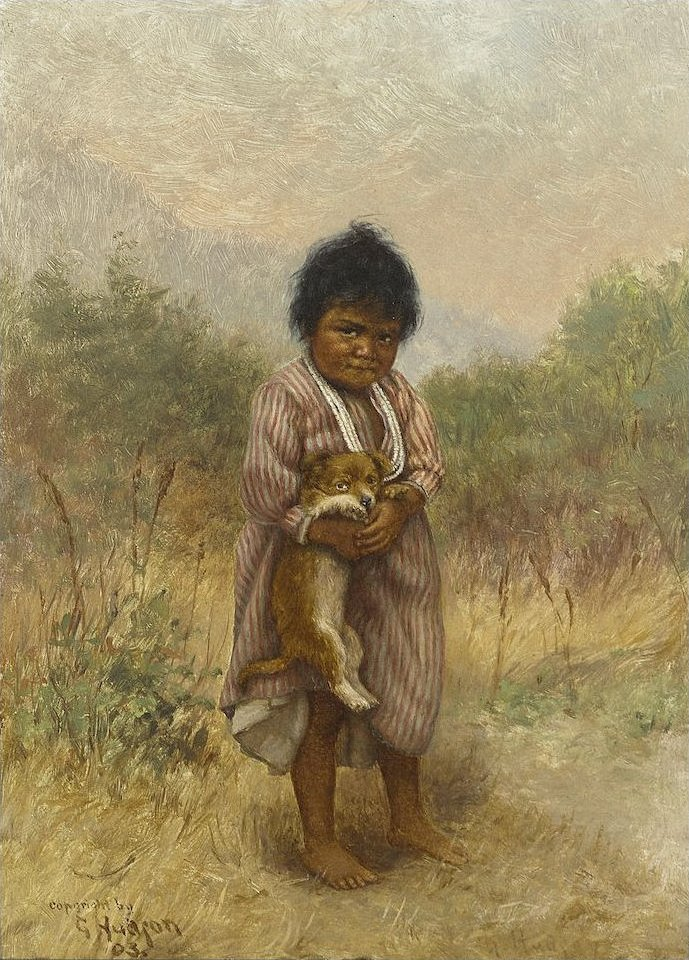
Love Me, Love My Dog (1903)
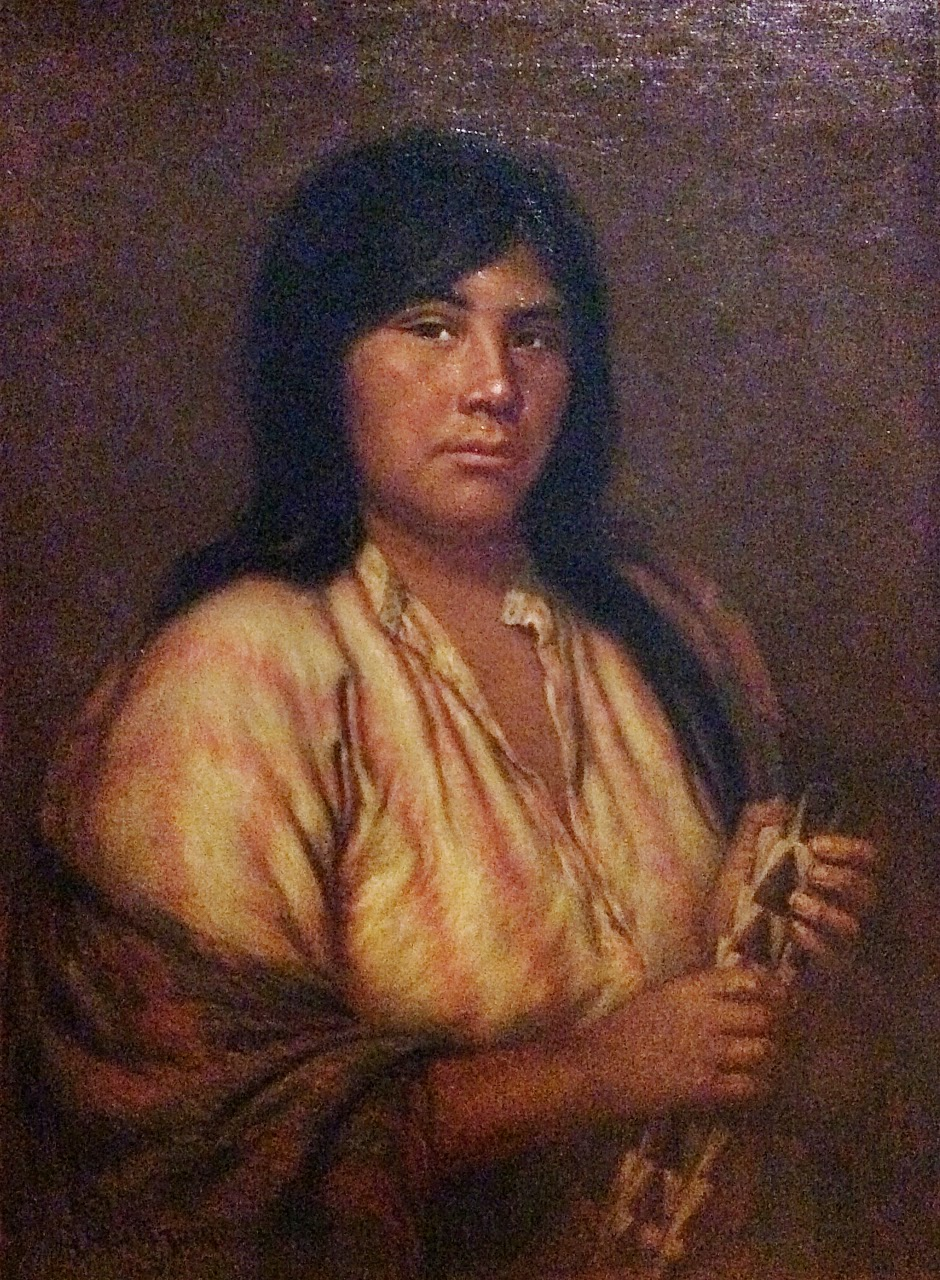
Kai-Dai (1913)
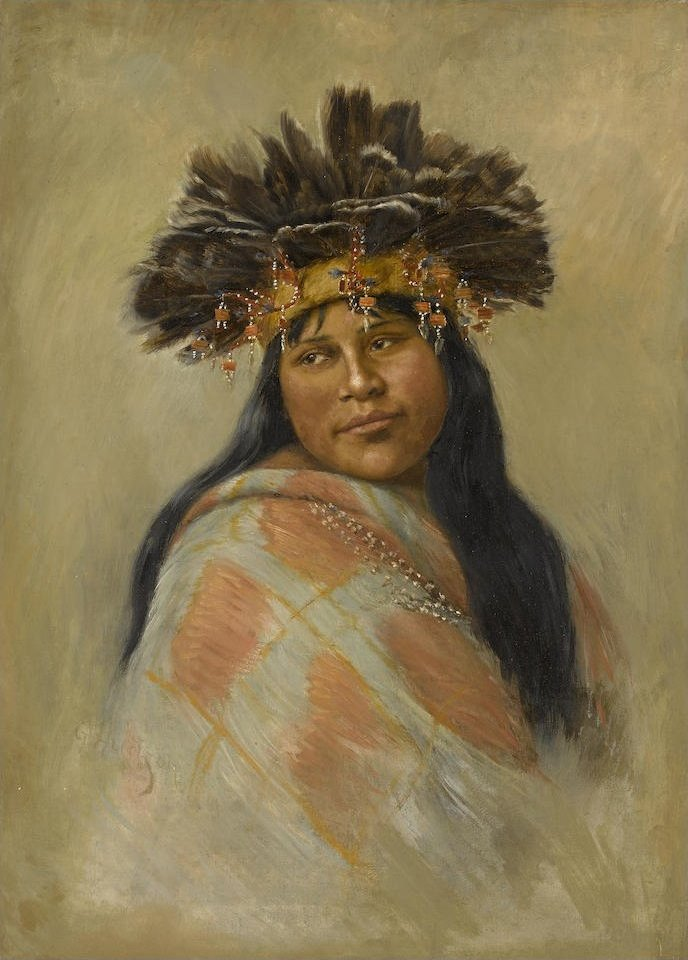
A Pomo Dancer
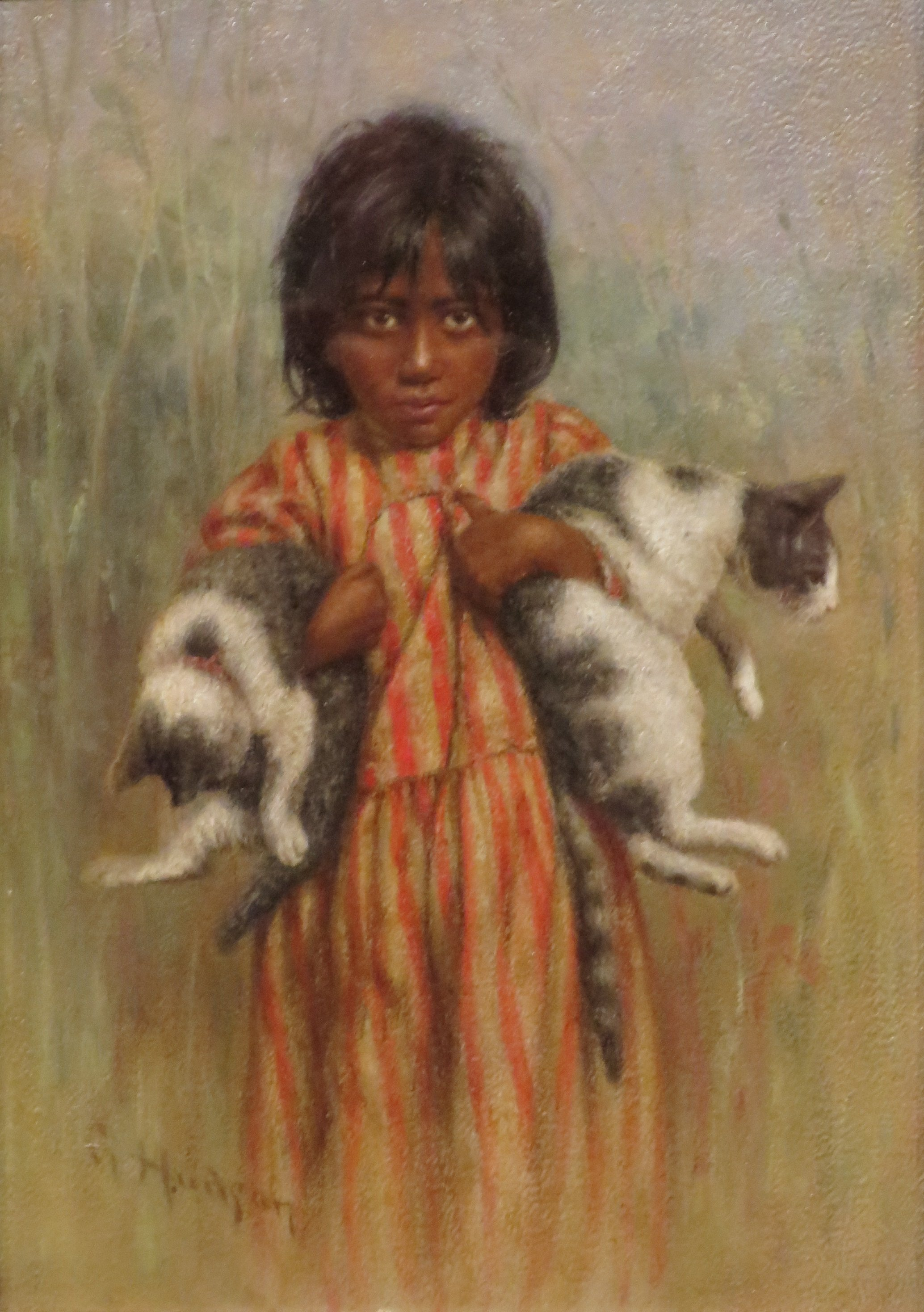
Punahele Painting (1901)
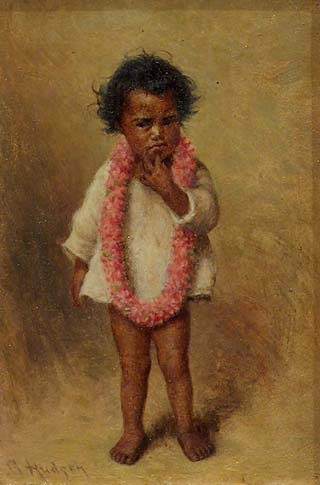
Kakalaioa (1901)
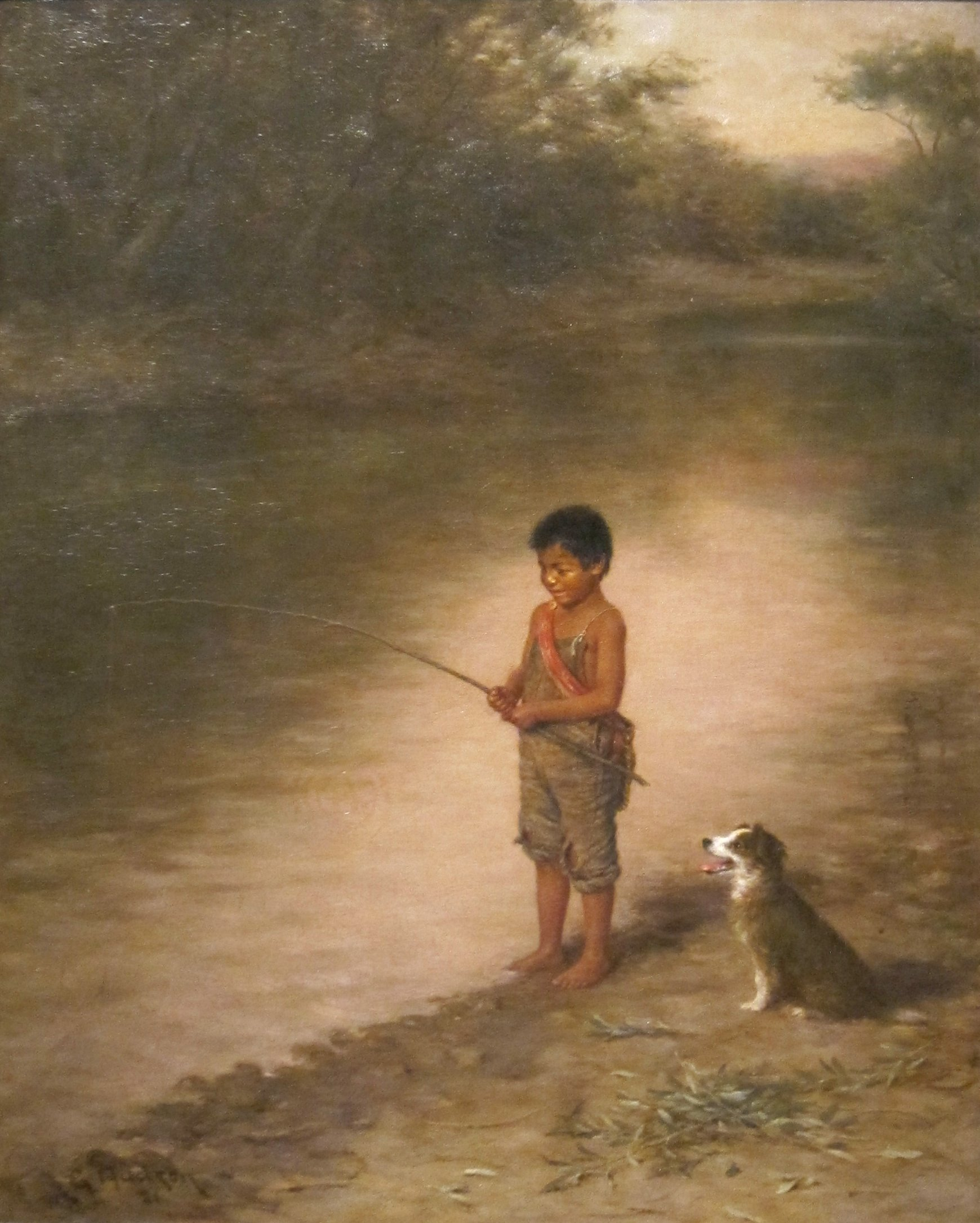
Bet I Get Him (1921)
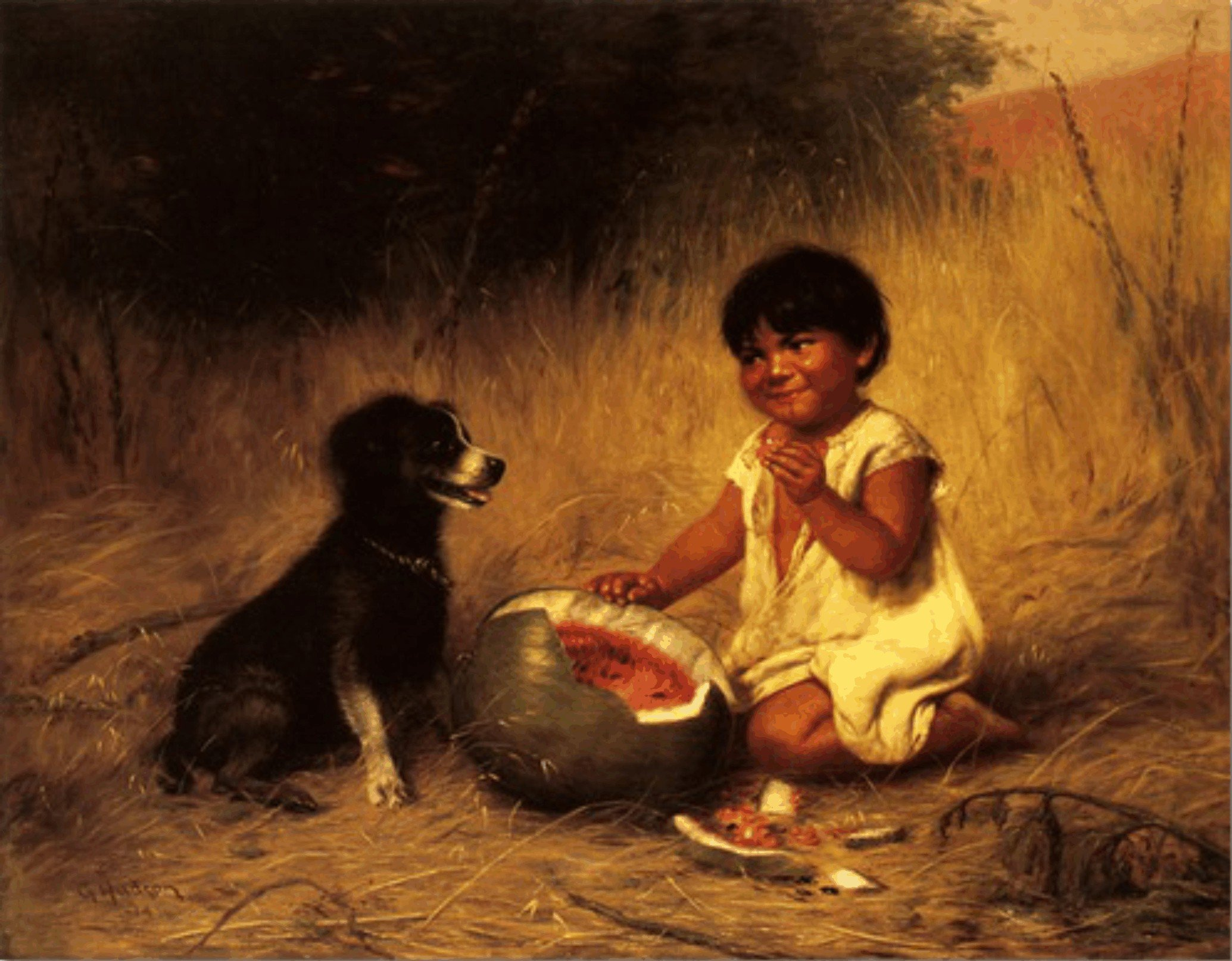
The Watermelon
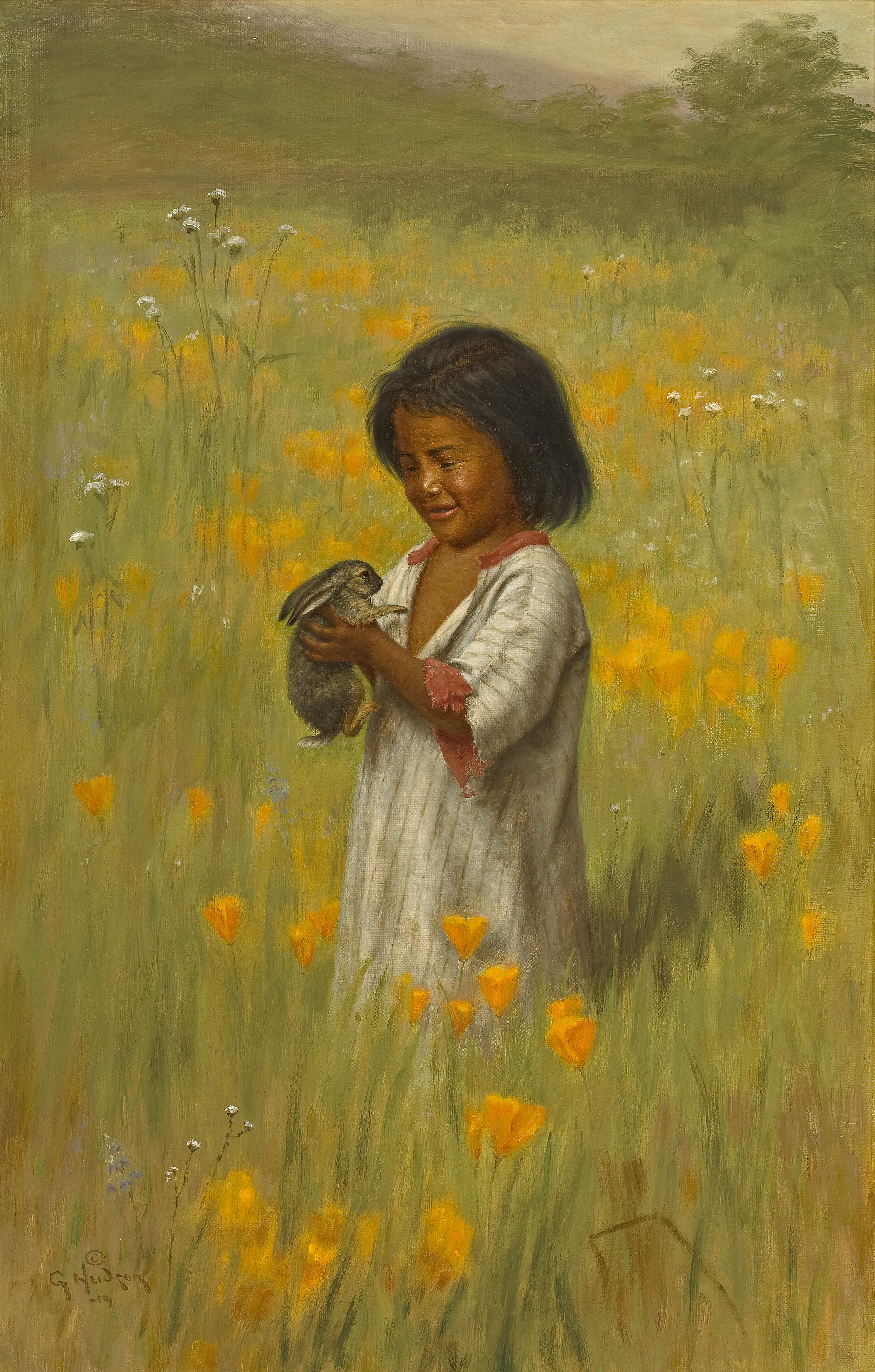
Jack Rabbit (1919)
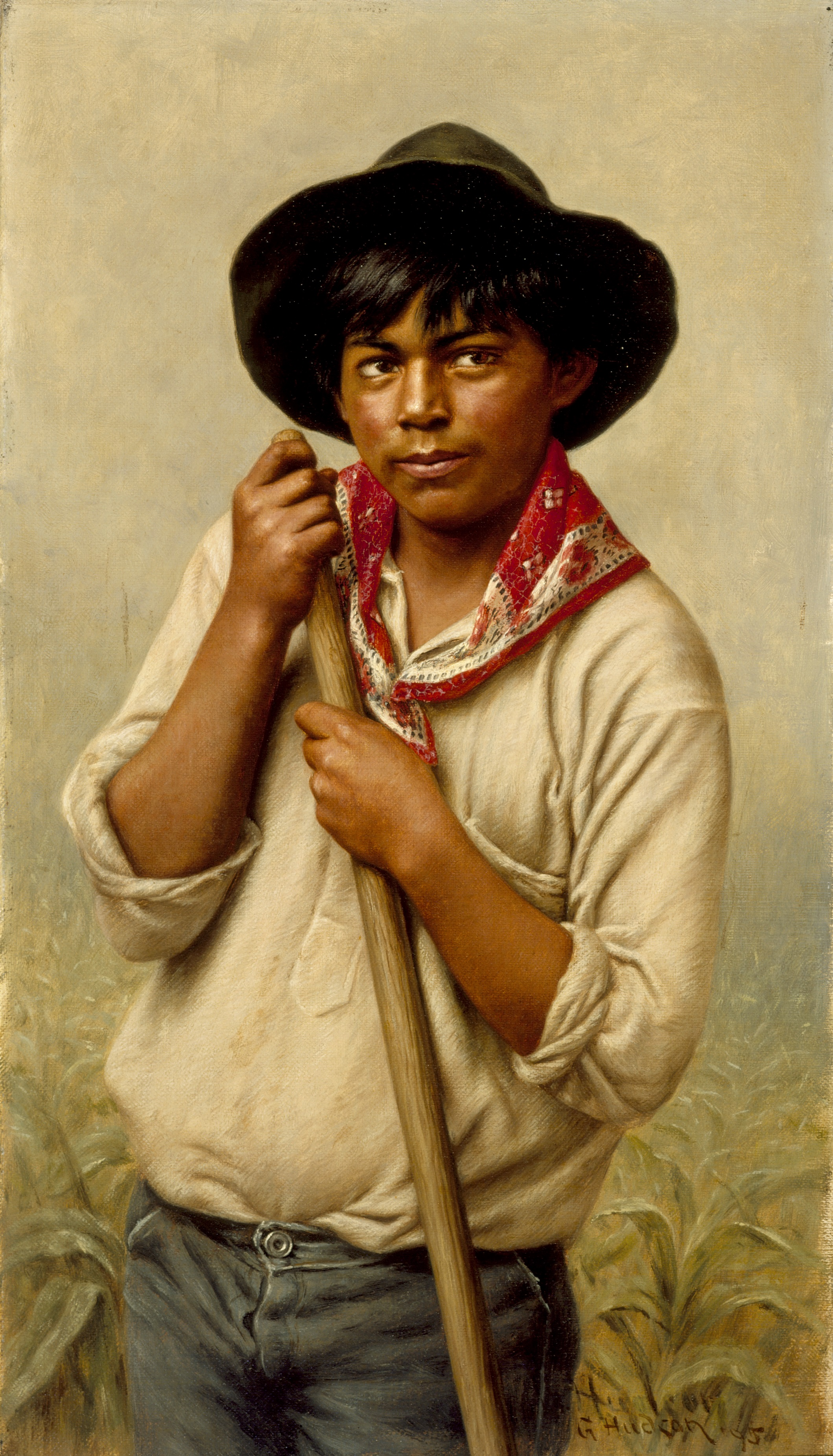
Powley, Young Man Hoeing Corn (1895)
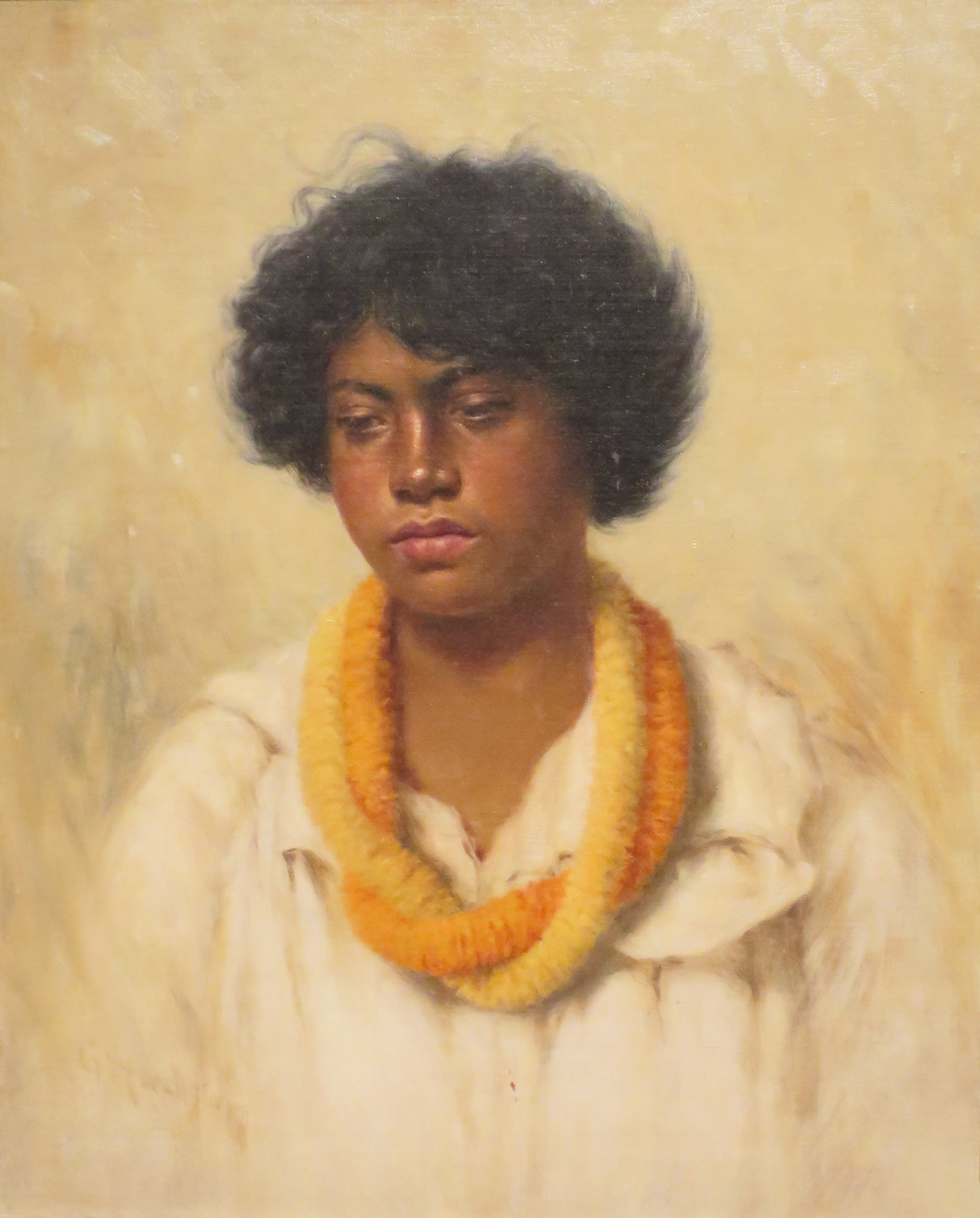
Head of Hawaiian Girl--Ilima lei (1901)
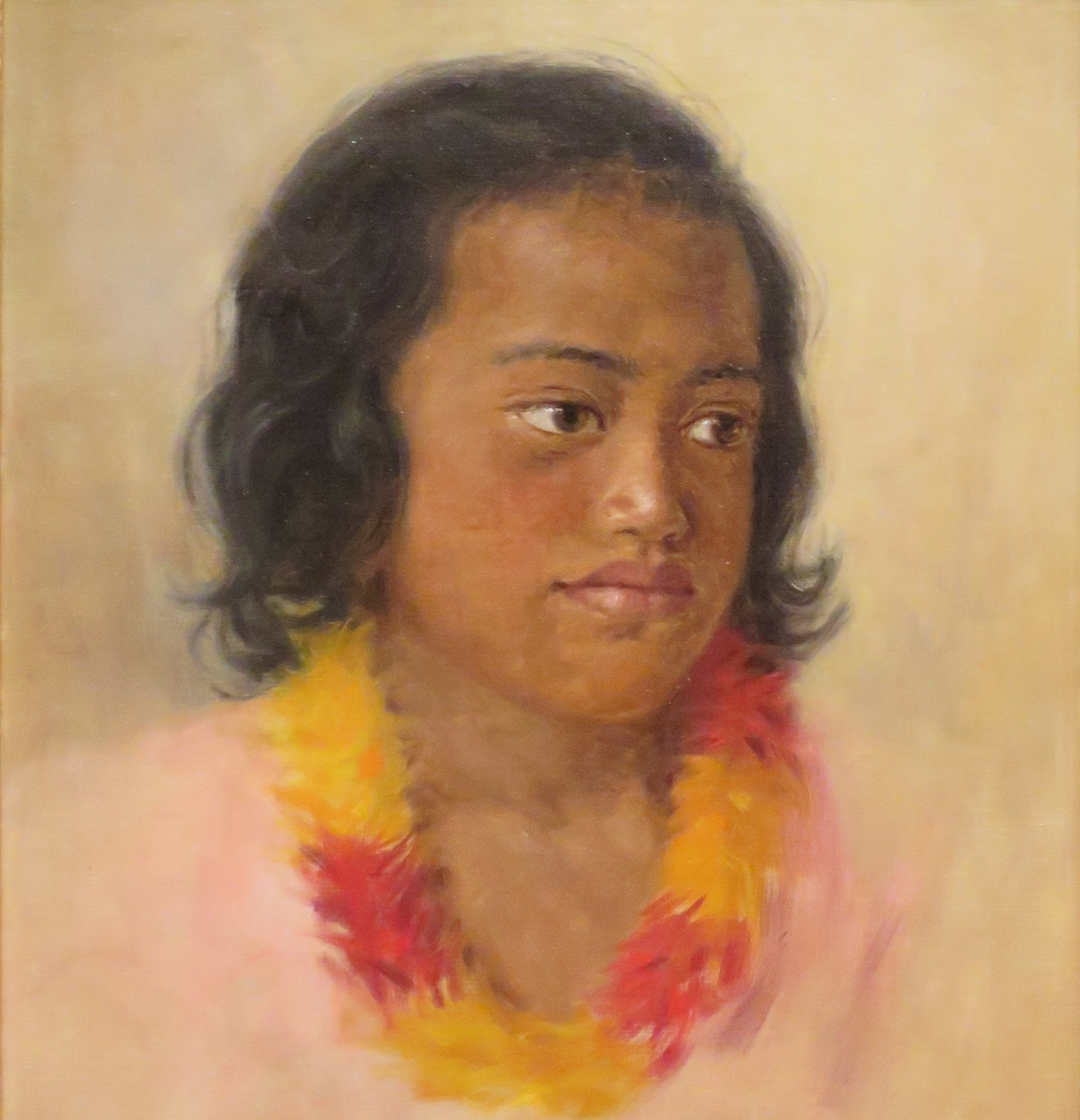
Girl with Feathered Lei (1901)
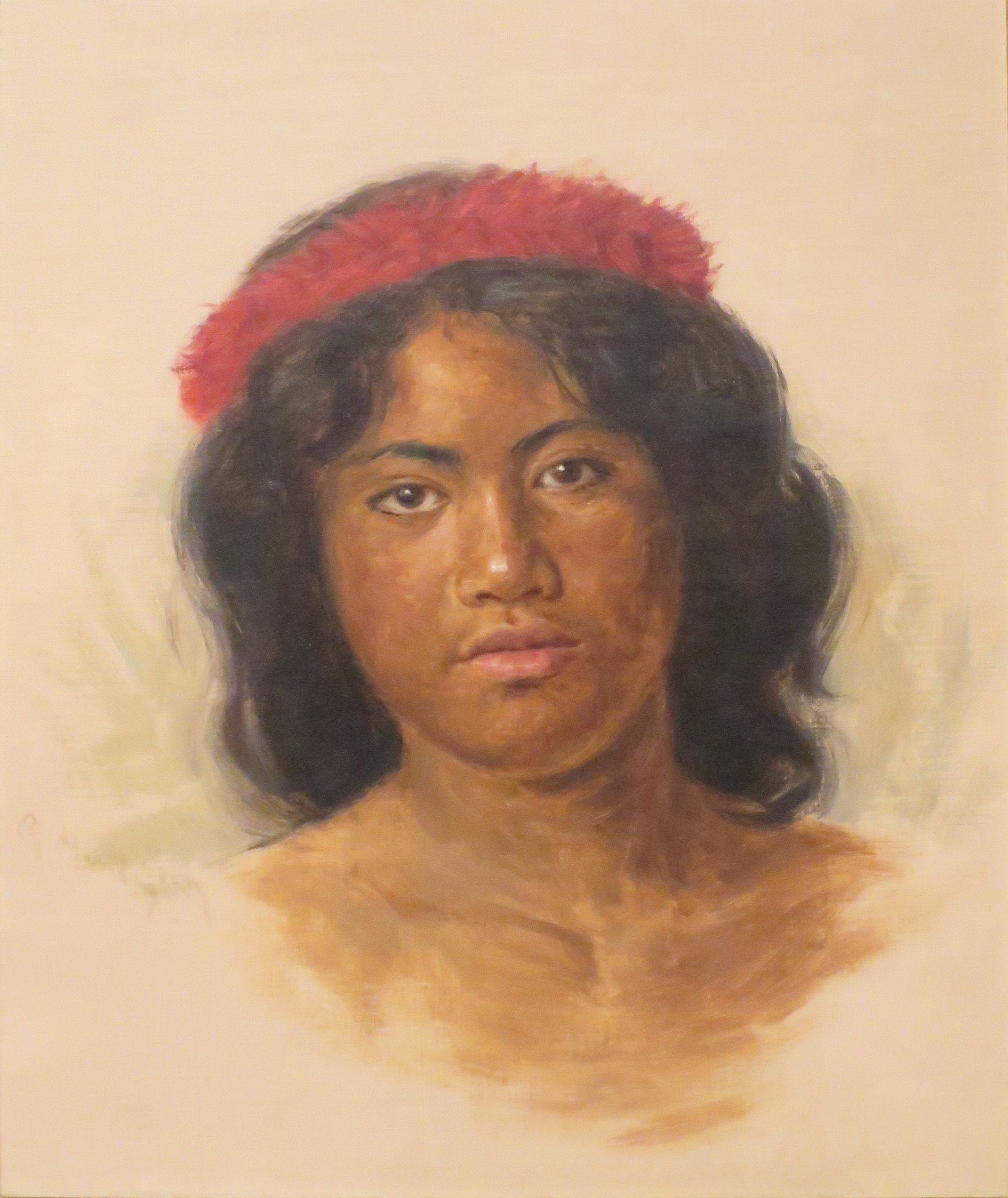
Haunani, Woman with Haku Lei (1901)
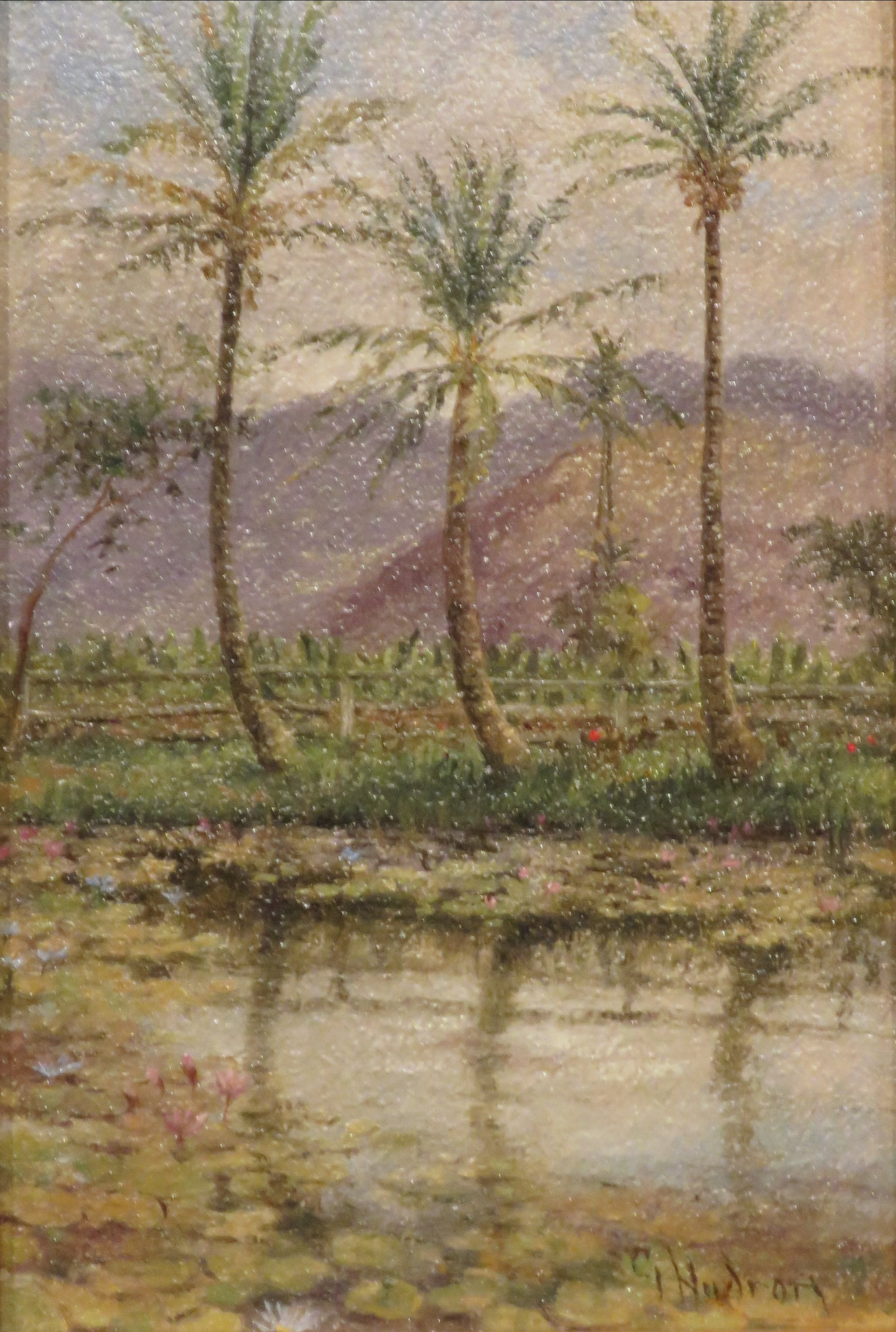
Coco Palms with Pond, Manoa Valley in Back (1901)
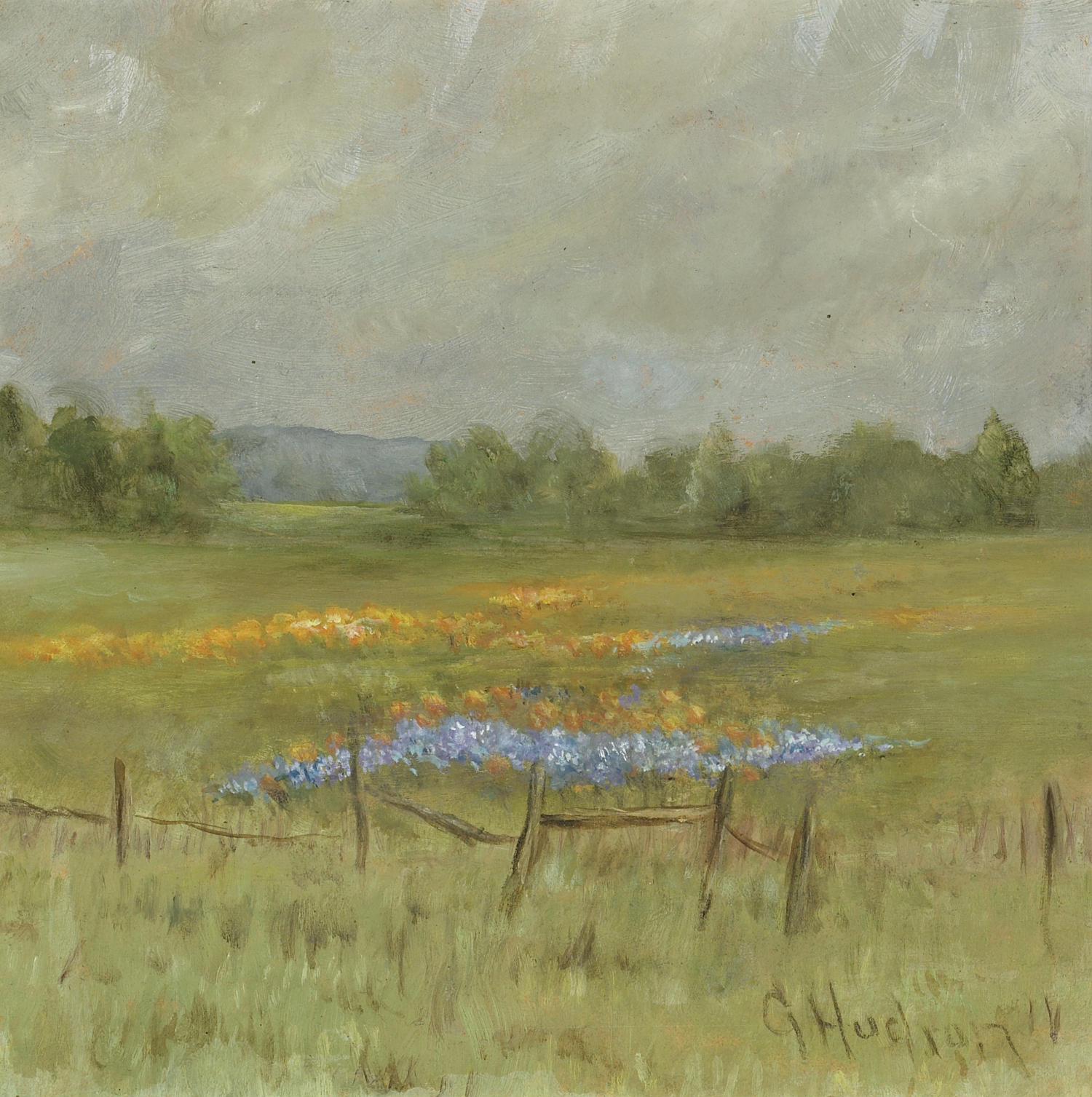
Poppy Scene in Potter Valley
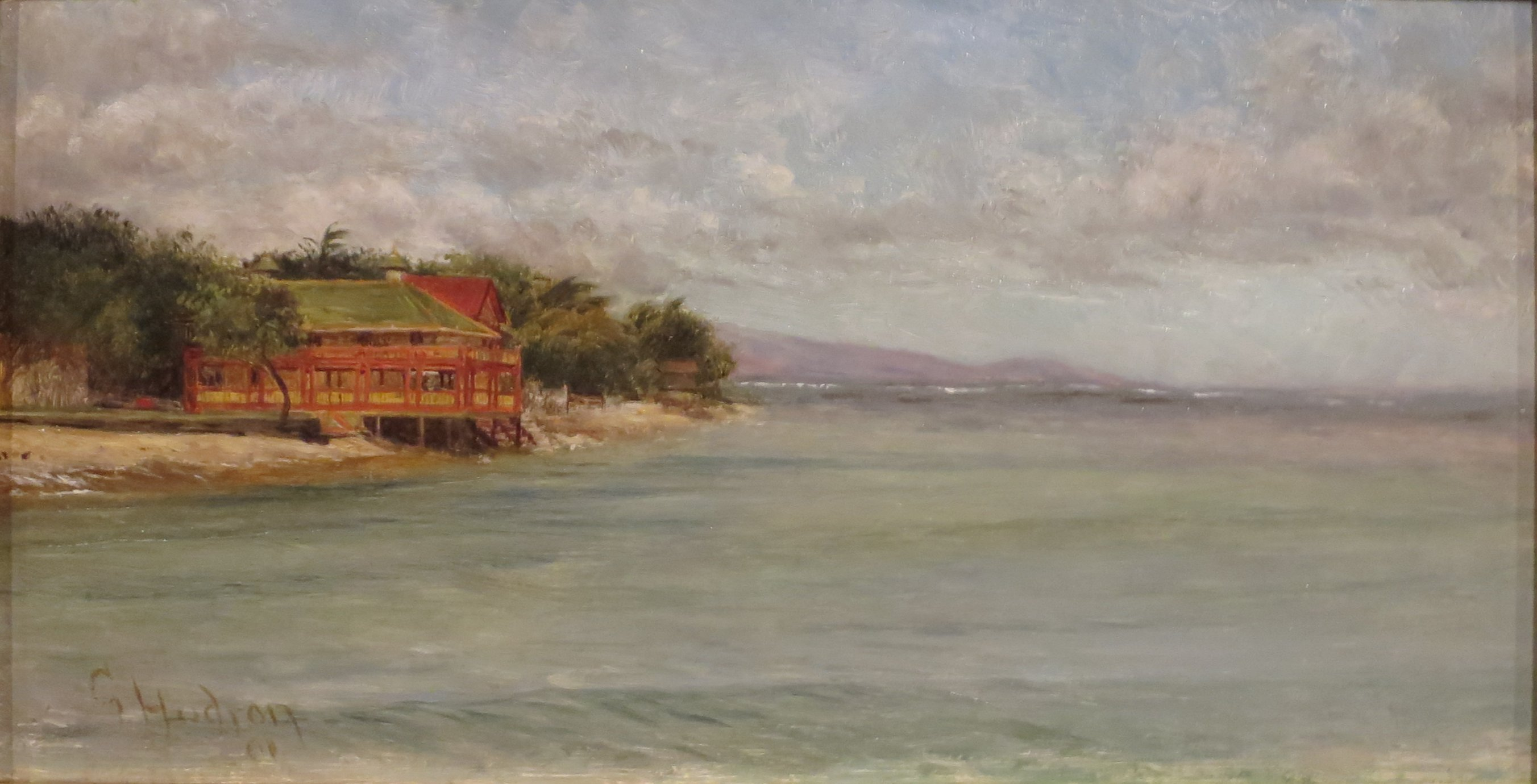
Sin título, Royal Hawaiian Hotel Annex, Waikiki (1901)
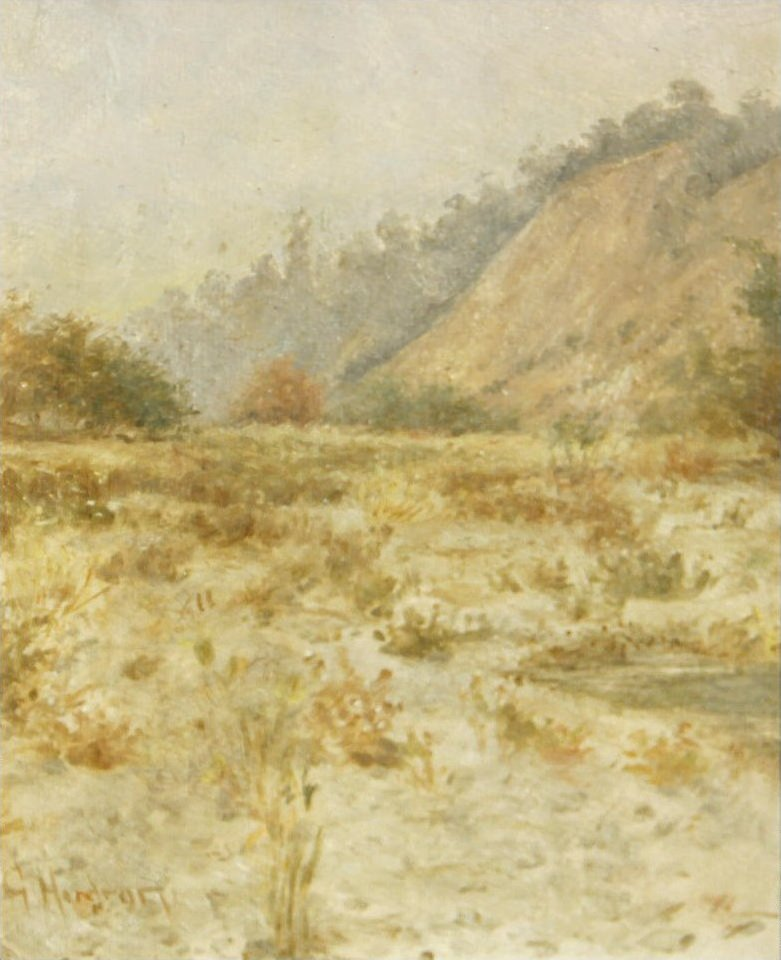
Russian River Bed on Road to Vichy Springs
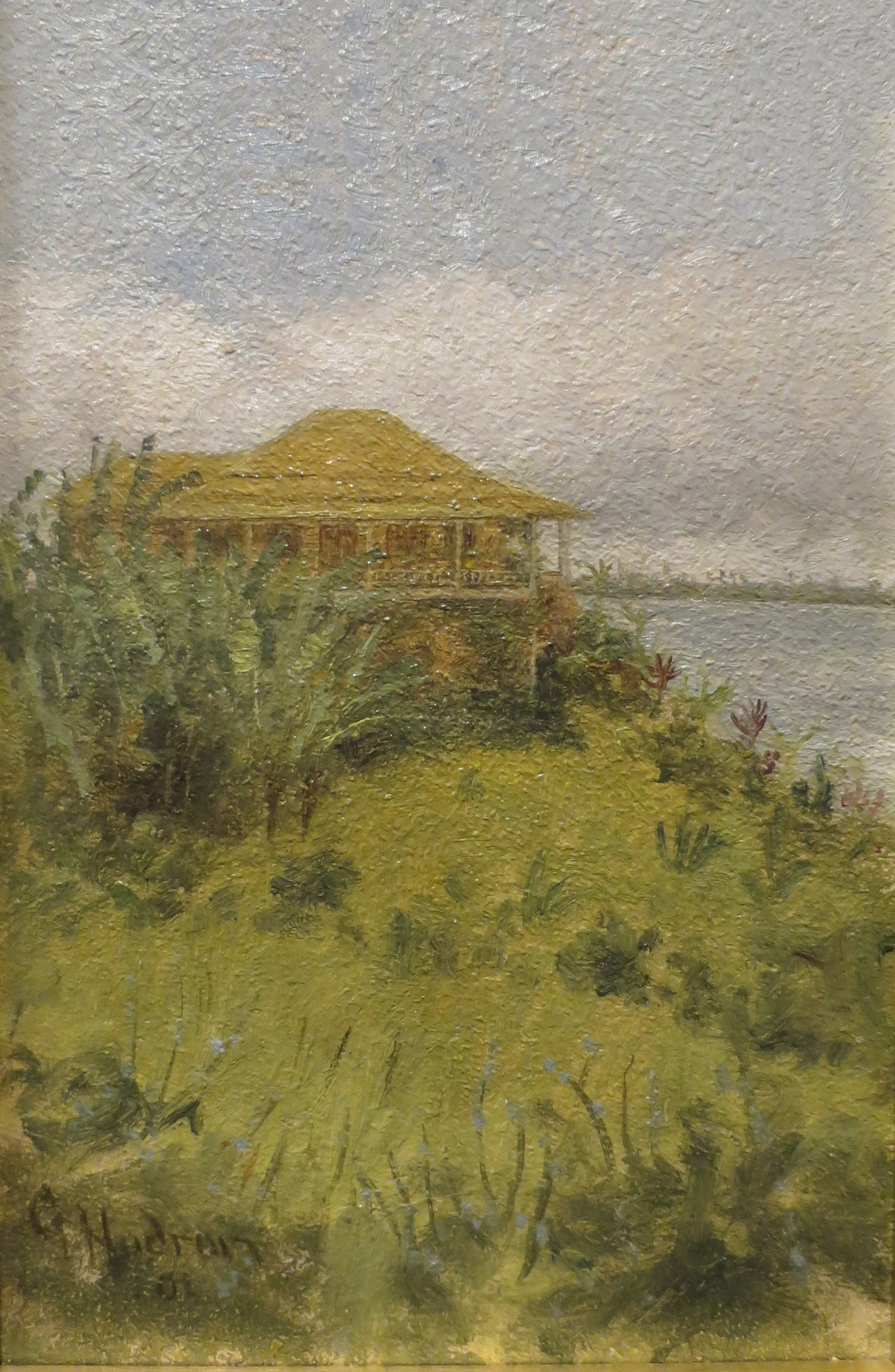
Hillside Hawaiian Home (1901)
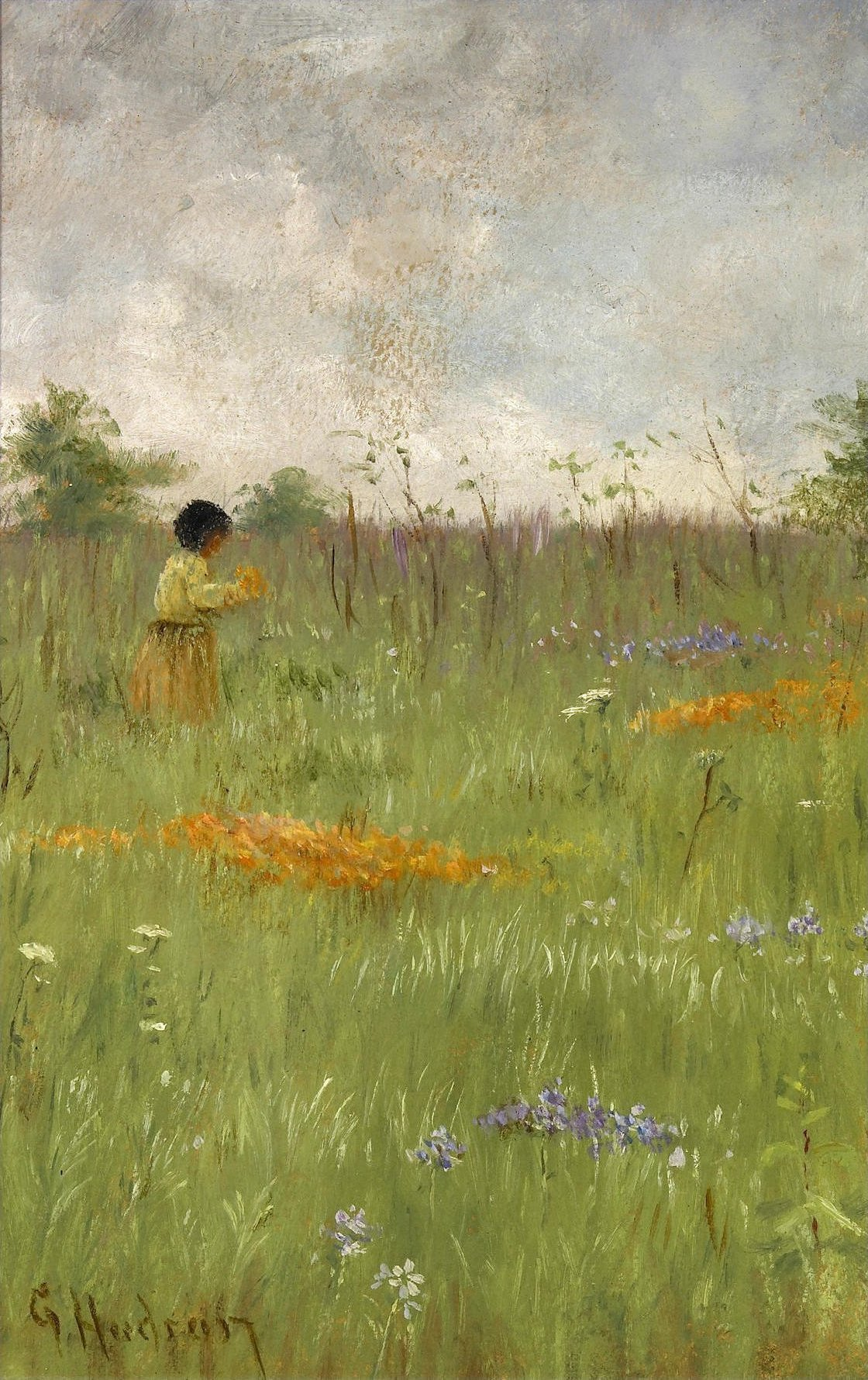
Girl in a Field of Poppies and Lupine
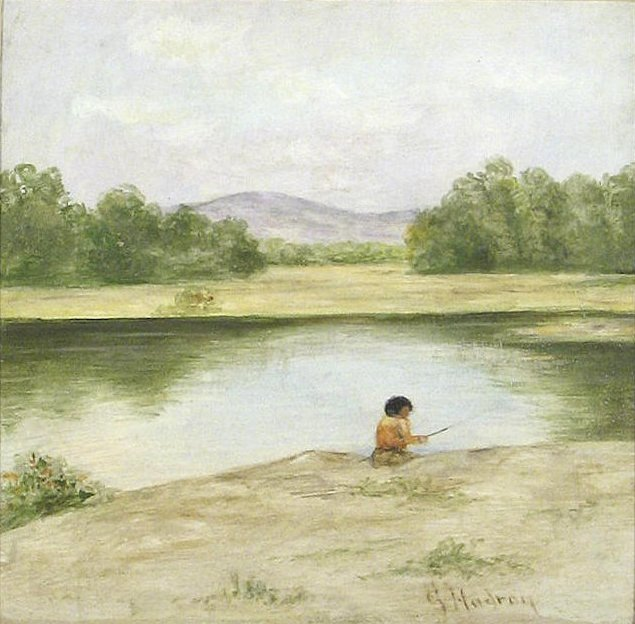
Child Fishing along a River
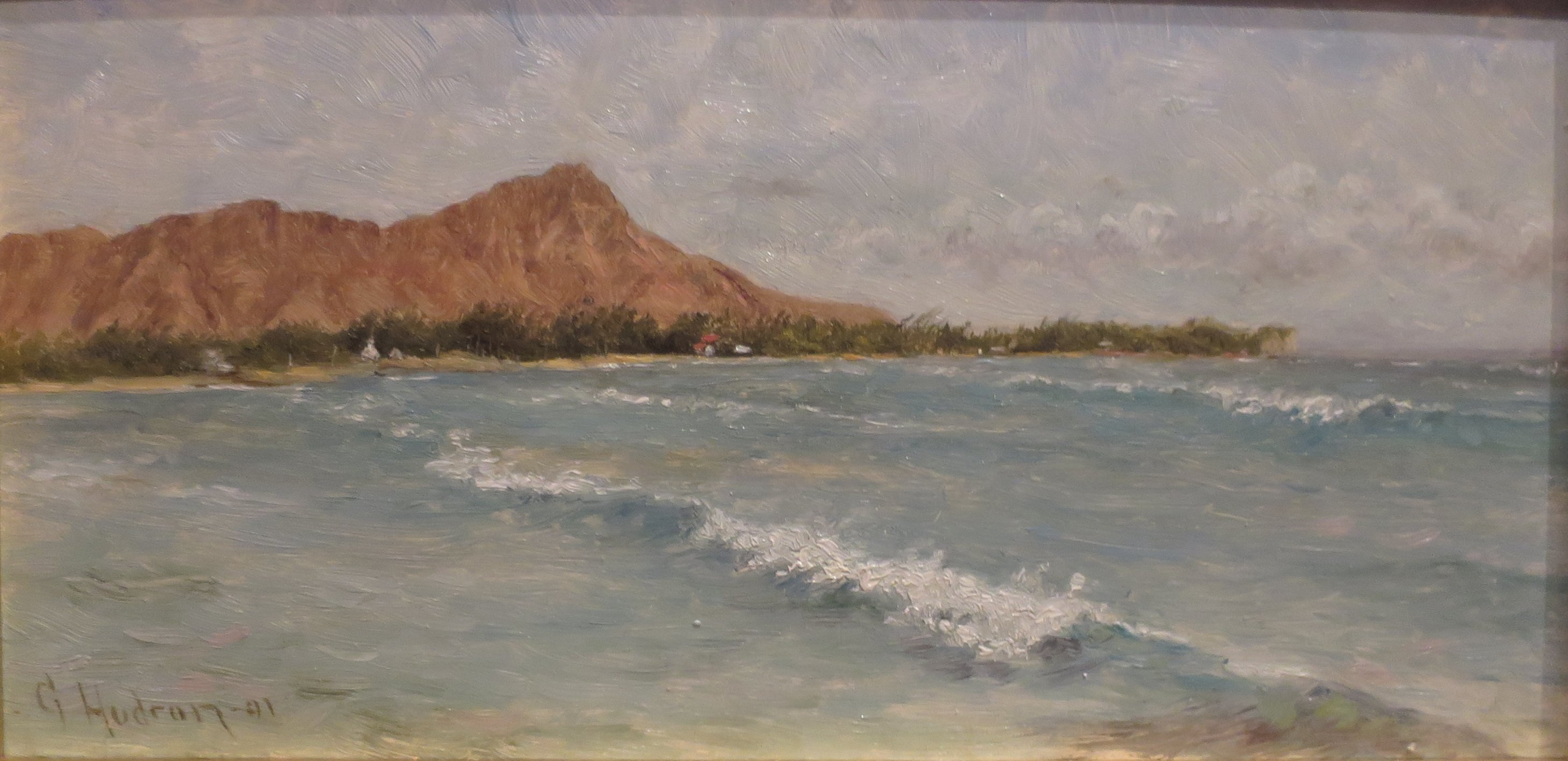
Diamond Head and Waves (1901)
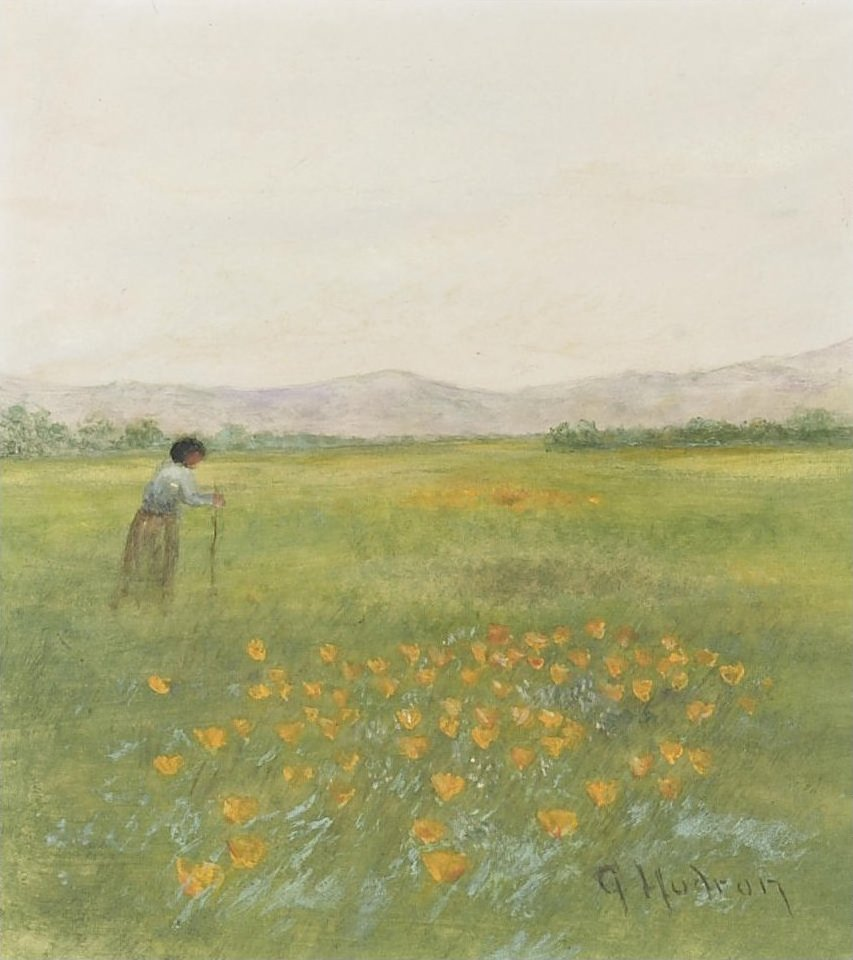
Walking in a Field of Poppies
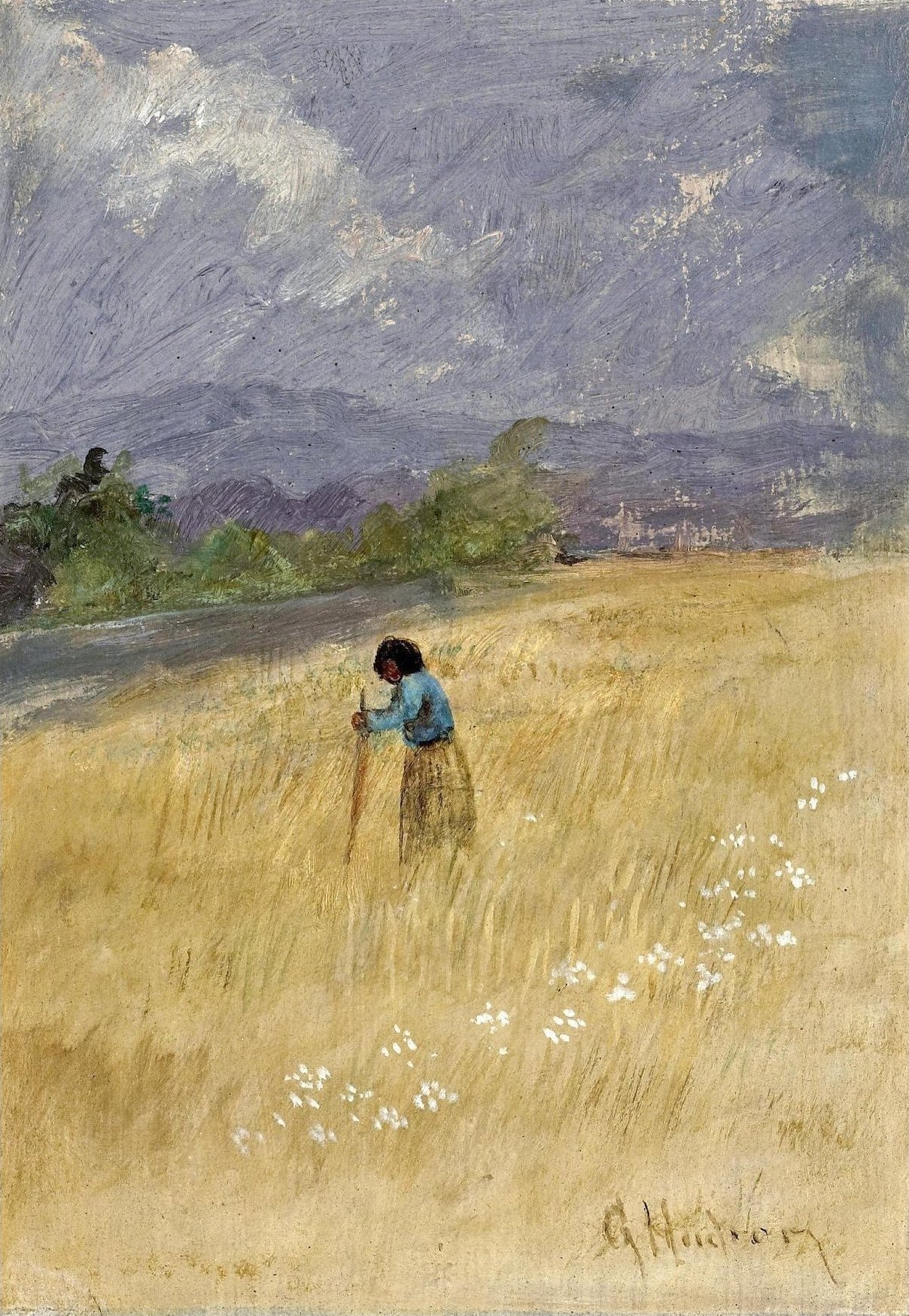
Young Woman in a Field
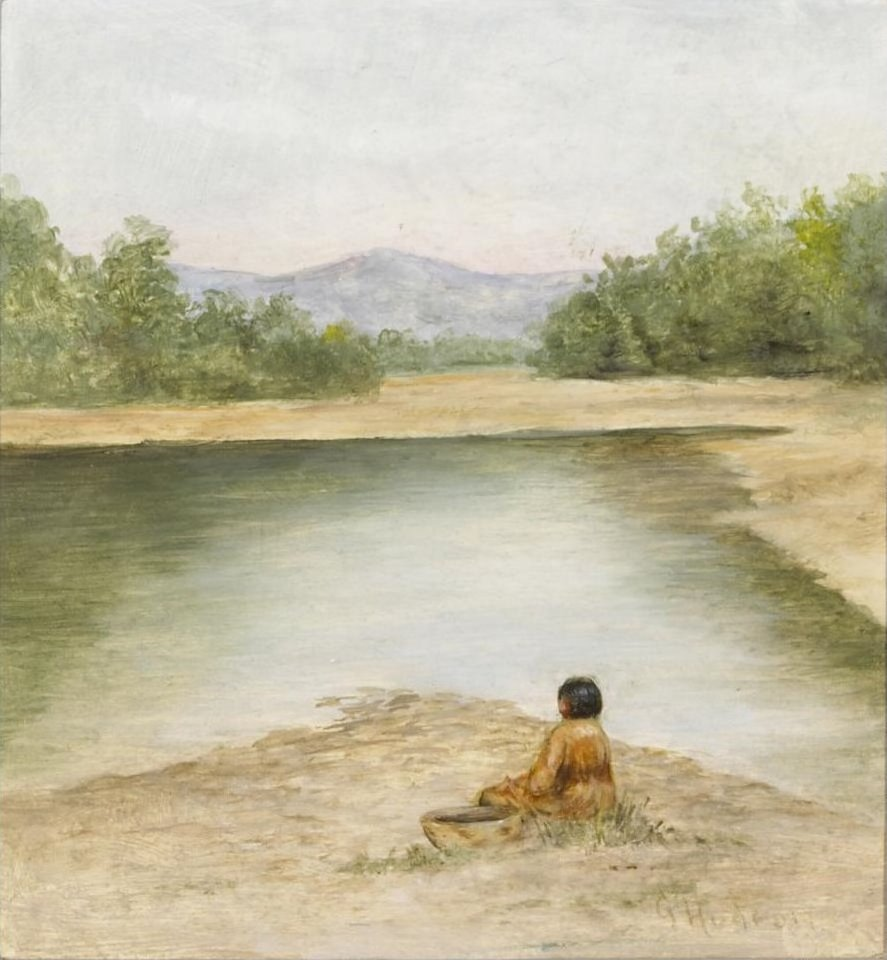
Sitting Near the River
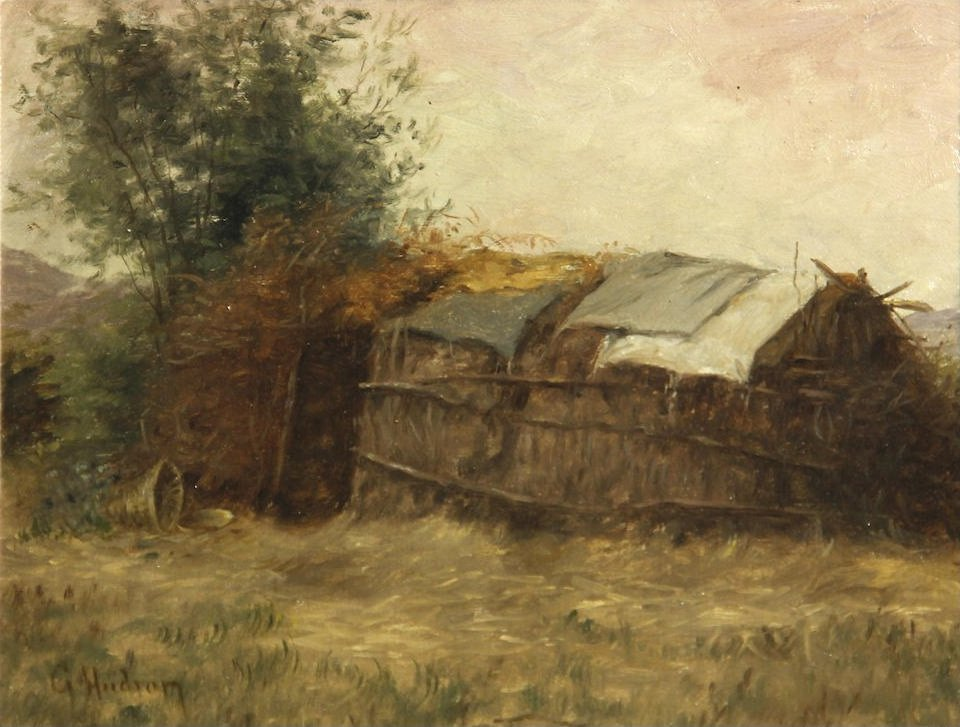
Indian Dwelling with Basket
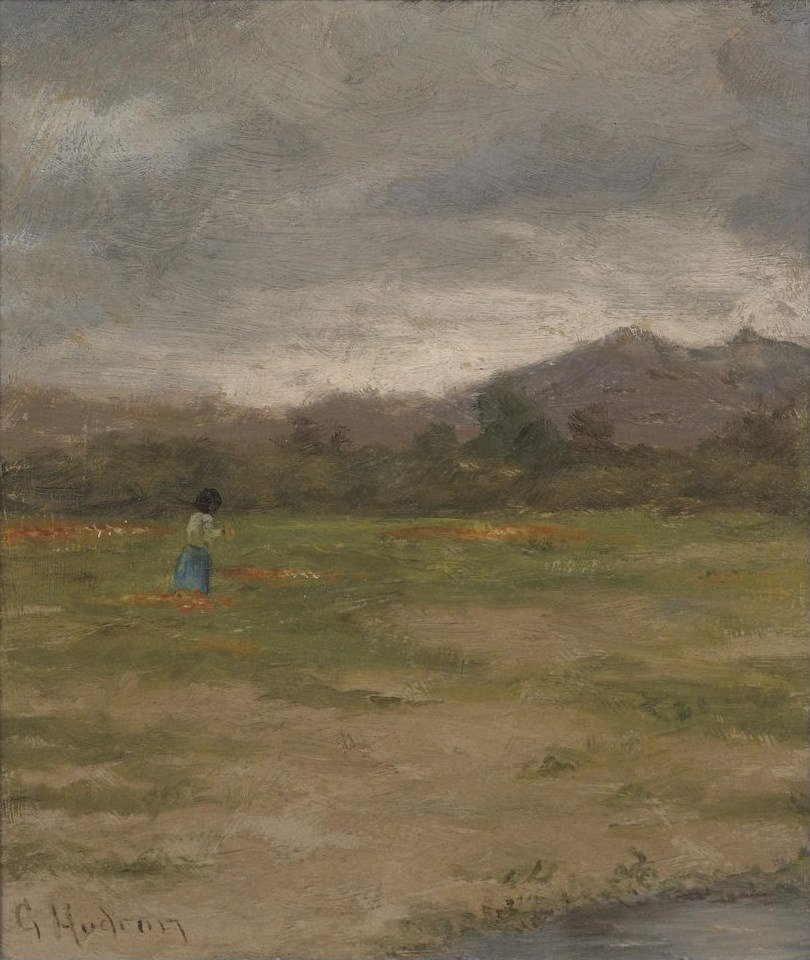
Picking Orange Flowers
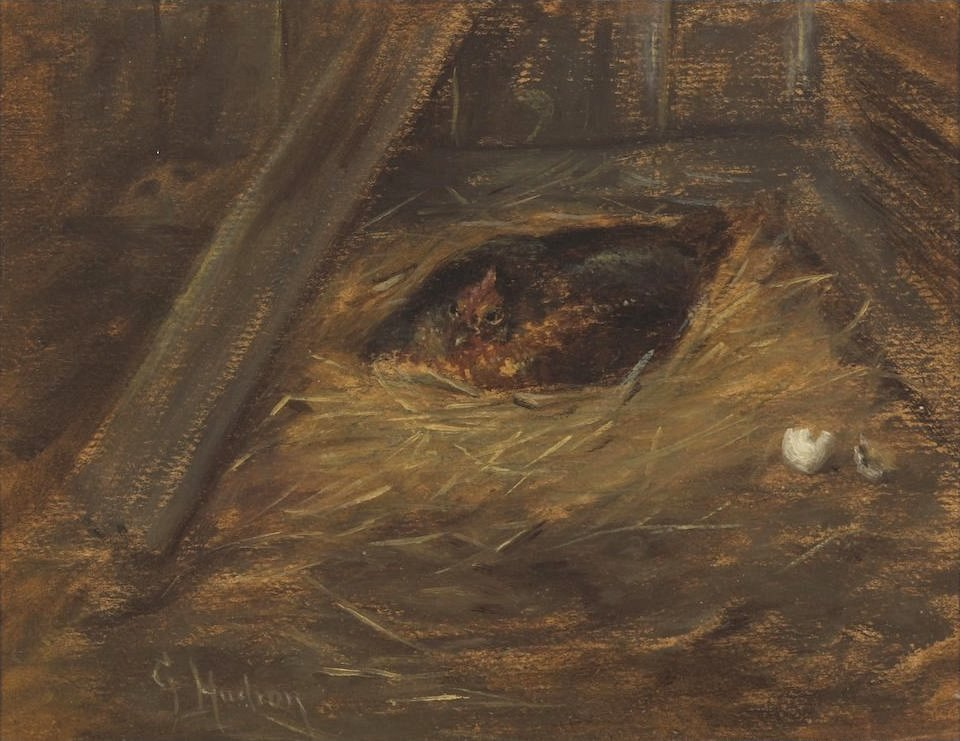
Chicken in a Nest
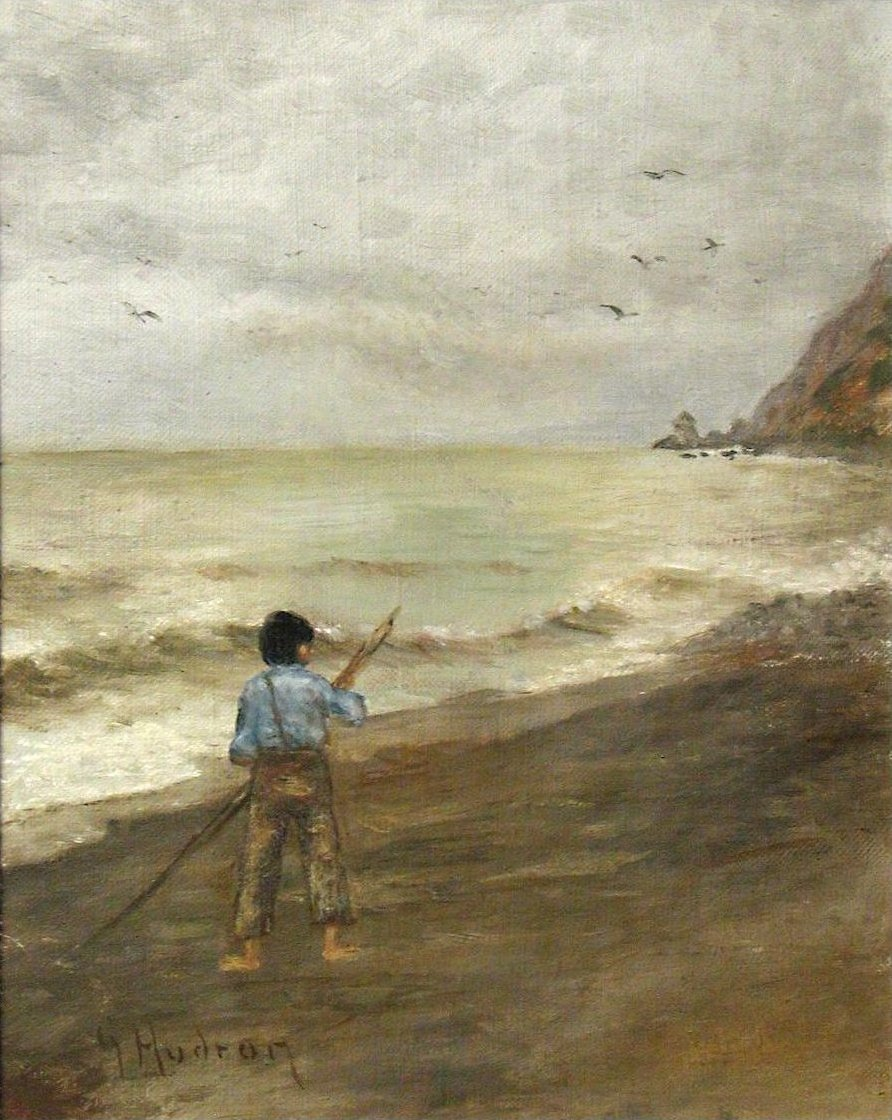
Boy on the Seashore
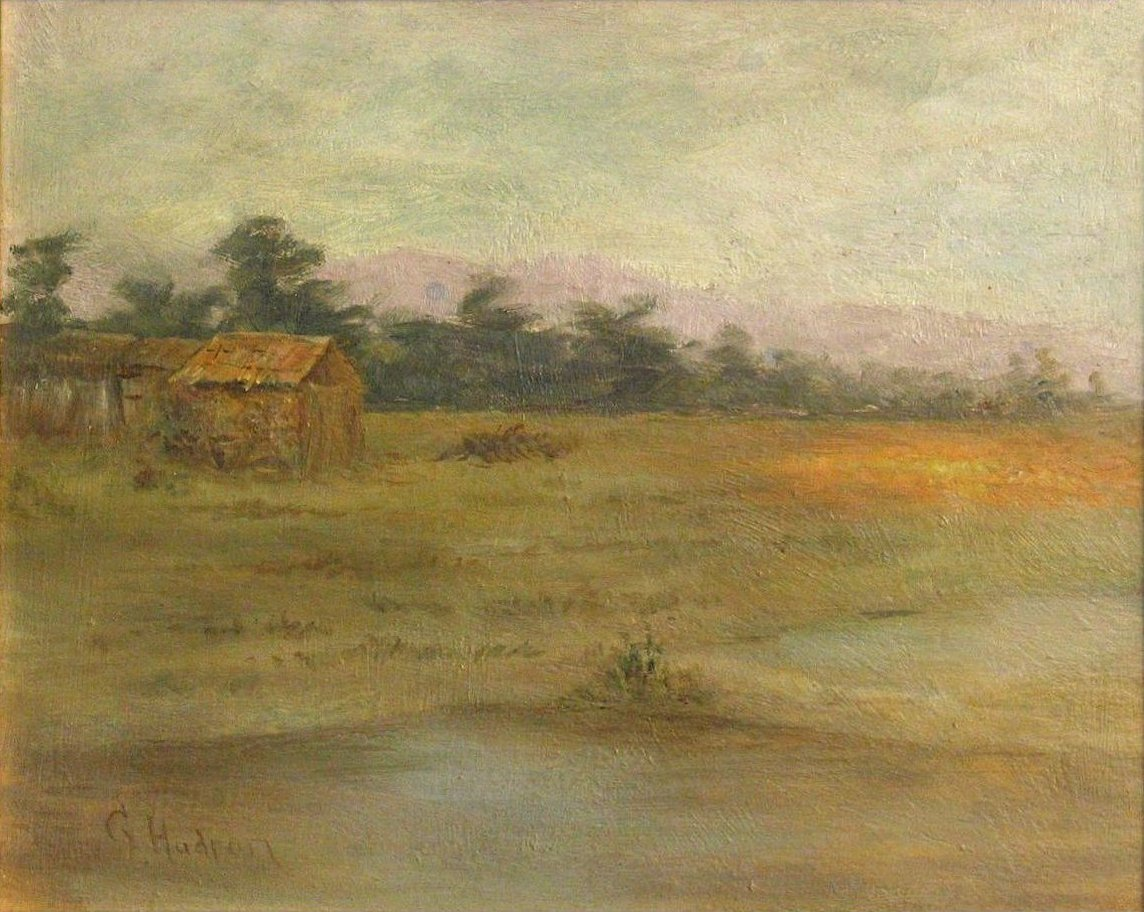
House by a Meadow
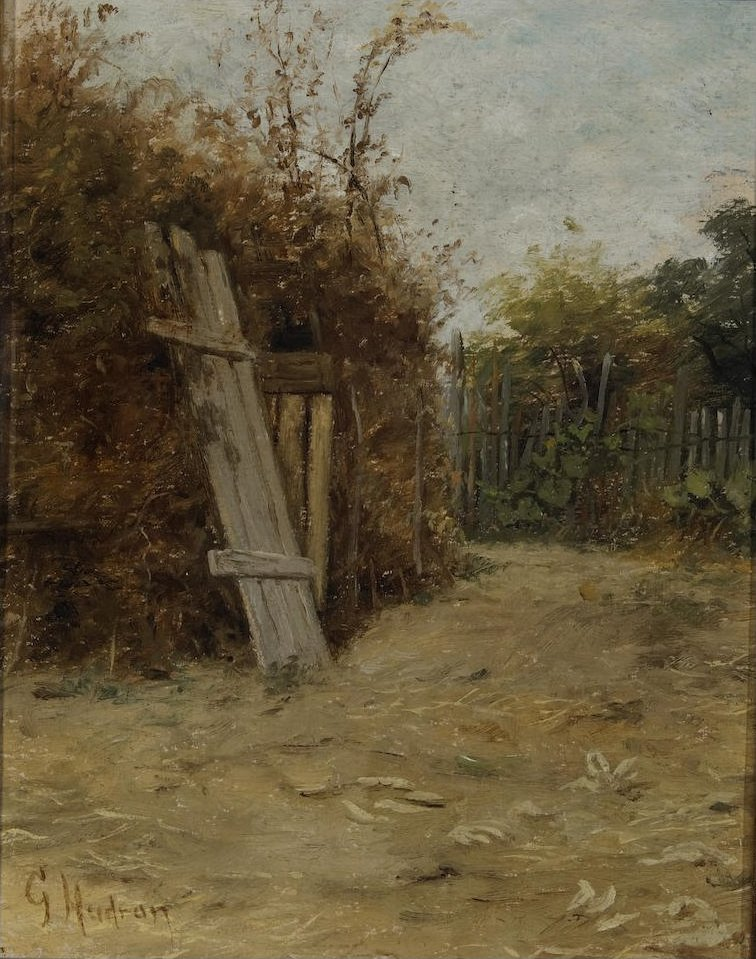
Pomo House
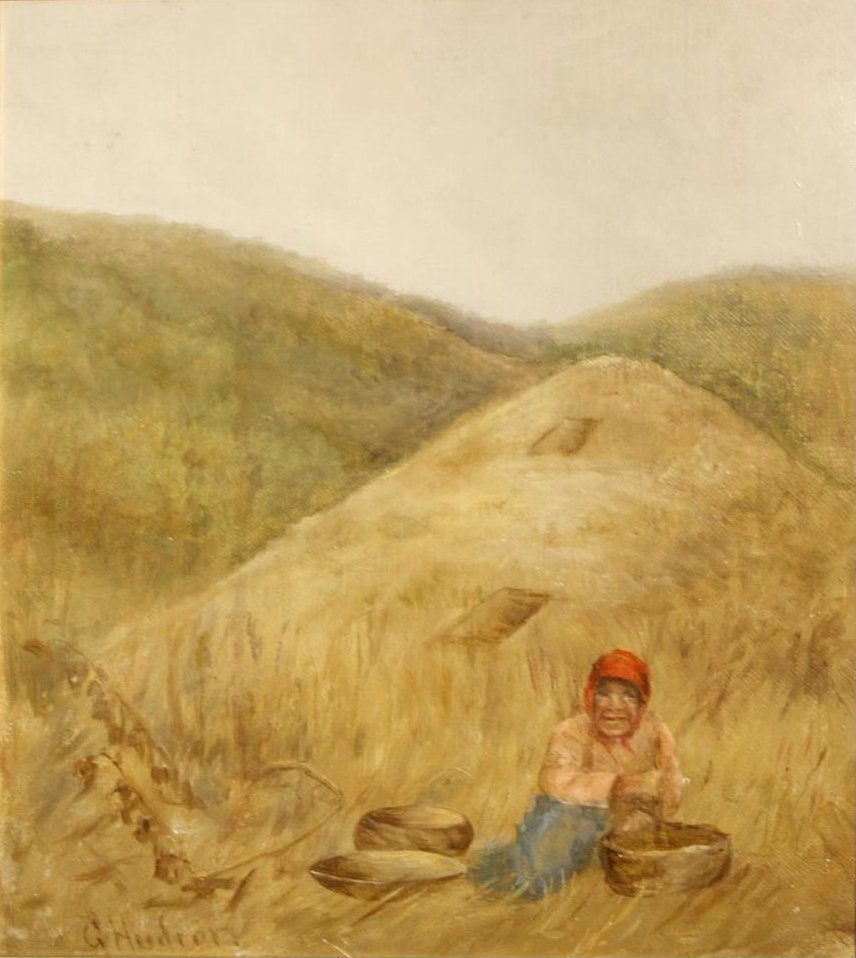
Woman with Baskets